# Jeux olympiques de 1912
Les Jeux olympiques de 1912, officiellement nommés Jeux de la Ve olympiade, sont la cinquième édition des Jeux olympiques modernes. Ils ont lieu à Stockholm en Suède du 6 au 22 juillet 1912. La capitale suédoise est désignée comme ville hôte sans qu'aucune autre ville soit candidate. Elle est désignée comme telle au cours de la 10e session du Comité international olympique à Berlin le 27 mai 1909. Les épreuves sont disputées à Stockholm, à Nynäshamn et dans la baie de Djurgårdsbrunnsviken.
Pour la première fois de son histoire, les cinq continents sont représentés, voire six si on considère l'Amérique du Sud comme un continent à part. Pierre de Coubertin se félicite de cette universalisation des Jeux après avoir veillé à la participation du Japon. La participation atteint un record de 28 nations et 2 407 athlètes (dont 48 femmes). Ils s'affrontent dans 14 sports et 18 disciplines qui regroupent un total de 102 épreuves. Six délégations font leurs débuts aux Jeux olympiques : l'Égypte, l'Islande, le Japon, le Luxembourg, le Portugal et la Serbie.
Le pentathlon moderne fait sa première apparition aux Jeux olympiques aux côtés des sports de démonstration comme les arts qui seront présents jusqu'aux Jeux de 1948, le baseball et le glíma, sport d'art martial scandinave. Deux nouveautés apparaissent aux Jeux : le chronométrage semi-électrique pour les courses d'athlétisme et les haut-parleurs. Les Jeux se déroulent sur une courte période et, en comparaison des éditions précédentes, en dehors d'une exposition commerciale.
Comme lors des Jeux de 1908, les nations les plus médaillées sont les États-Unis, deuxième en 1908, la Suède, troisième en 1908, et la Grande-Bretagne, première en 1908. La Suède remporte soixante-cinq médailles dont vingt-quatre en or, ce qui constitue le meilleur résultat de son histoire. L'athlète finlandais Hannes Kolehmainen est le sportif le plus médaillé avec quatre médailles dont trois en or. Sur les six athlètes les plus médaillés, quatre sont suédois (Vilhelm Carlberg, Johan Hübner, Eric Carlberg et Åke Lundeberg) ; le second athlète le plus médaillé est le tireur américain Alfred Lane avec trois médailles en or. Hormis l'athlète finlandais, les cinq autres athlètes les plus médaillés sont tous des tireurs. Les sportifs les plus en vue de cette olympiade furent entre autres l'athlète finlandais Hannes Kolehmainen et le footballeur américain Jim Thorpe. Les compétitions féminines de natation et de plongeon sont disputées pour la première fois, tout comme le pentathlon moderne. En 1912, sur les maillots de l'équipe suédoise figurait un drapeau dont les couleurs étaient inversées, le drapeau était jaune avec une croix bleue, l'inverse du drapeau connu actuellement.

## Désignation de la ville hôte
Stockholm est désignée comme ville hôte lors de la 10e session du Comité international olympique (CIO) qui se réunit à Berlin, en Allemagne, du 27 mai au 2 juin 1909. Le CIO vote à l'unanimité pour Stockholm, la seule ville ayant proposée une candidature. Ce cas d'unanimité aux votes s'est déjà rencontré dans le passé avec Paris pour les Jeux de 1900, Athènes pour ceux de 1896 et Chicago pour ceux de 1904 (la ville de Saint-Louis accueille finalement les Jeux). Berlin devait faire partie du vote mais se retira, préférant se préparer à une candidature pour les Jeux de 1916, qui ne voient jamais le jour à cause de la Première Guerre mondiale.

## Organisation

### Comité d'organisation

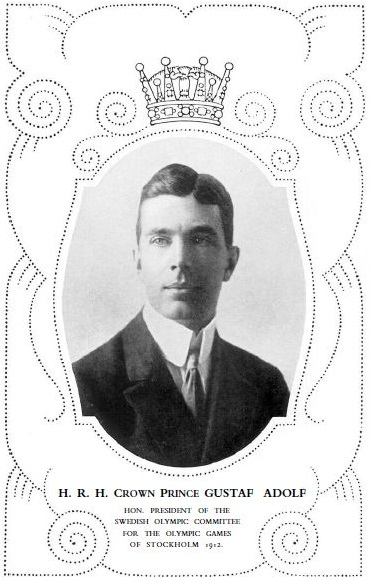
Le prince Gustave-Adolphe, président du Comité olympique suédois en 1912.

Gustave-Adolphe, alors prince héritier, est nommé président d'honneur du Comité d'organisation des Jeux mais c'est un ami de Pierre de Coubertin et membre du CIO, le colonel Viktor Balck, qui en assure la présidence officielle. L'industriel Johannes Sigfrid Edström, futur président du CIO de 1942 à 1952, assure quant à lui la vice-présidence du Comité d'organisation. Les autres membres du Comité sont J. F. Burman, E. Frestadius, F. af Sandeberg et N. Thisell ; les suppléants sont A. Levin et G. Gison Uggla ; les membres adjoints sont F. Löwenadler, W. Murray et le comte Clarence von Rosen et le secrétaire est Kristian Hellström.
C'est la première fois depuis la rénovation des Jeux par de Coubertin que les Jeux ne sont pas organisés par l'intermédiaire d'une exposition commerciale ou internationale. Le Comité décide la construction d'un stade spécialement conçu pour les épreuves d'athlétisme, c'est une première pour des Jeux olympiques. En effet, en 1908, le Comité d'organisation britannique avait également décidé la construction d'un stade olympique, le White City Stadium, mais qui était partagé par plusieurs sports comme l'athlétisme ou la natation. Le Comité charge l'architecte Torben Grut d'établir les plans de ce stade suédois tandis que la conception de la piste est placée sous les mains du britannique Charles Perry.
Le Comité met en place pour la première fois un chronométrage électronique avec une photo prise pour chaque athlète à l'arrivée ainsi que des annonceurs. Les Jeux de Stockholm sont encore aux Jeux de 2020 un modèle d'organisation dont plusieurs Comités d'organisation s'inspirent pour leur Jeux. Malgré une organisation de renom, il y avait encore quelques failles comme une loi suédoise interdisant les tenues de boxe contraignant ainsi la mise en place de cette compétition aux Jeux mais aussi l'absence d'un vélodrome pour les épreuves de cyclisme.
Des Comités spéciaux sont mis en place et seront chargés de l'organisation technique de certaines épreuves en passant par des grandes sociétés sportives suédoises comme le Kung Svenska Segel Sällskapet (le Yacht-Club royal de Suède) qui organise les épreuves de yachts à voiles et le Comité des Jeux équestres pour les épreuves d'équitation.

### Promotion

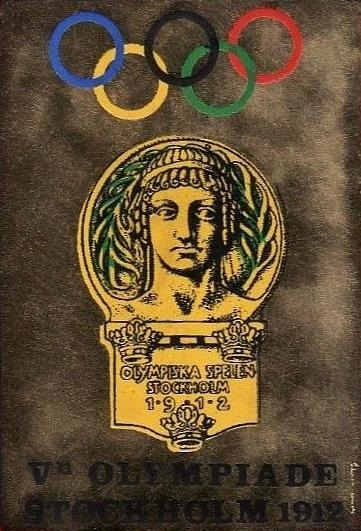
L'affiche non-officielle des Jeux.

L'affiche officielle des Jeux olympiques de 1912 se compose sur les trois quarts de l'affiche d'une image et sur le quart inférieur d'inscriptions, le tout sur un fond orange. Les inscriptions, en suédois : « OLYMPISKA SPELEN - STOCKHOLM 1912 - 29 JUNI - 22 JULI », signifiant « JEUX OLYMPIQUES - STOCKHOLM 1912 - 29 JUIN - 22 JUILLET ». L'image couvrant les trois quarts de l'affiche représente le défilé des nations. Chaque athlète nu porte un drapeau. Les athlètes nus sont une référence majeure aux Jeux olympiques de l'Antiquité. Parce que cette affiche représente des individus nus, elle n'a pas pu être distribuée dans de nombreux pays. L'affiche non officielle fut éditée postérieurement, en effet, on y reconnait sur le premier quart supérieur les anneaux olympiques, symbole faisant sa première apparition aux Jeux de 1920 à Anvers bien que l'idée de ce symbole fut prise en compte par une session olympique en 1913, soit un an après les Jeux.

### Vente des billets
La vente des billets se faisait en fonction de l'épreuve qu'un spectateur allait regarder. Ainsi, pour les épreuves d'équitation qui ont été assez fructueuses, un spectateur dépensait entre 5 et 20 couronnes suédoises par jour de compétition. Les revenus pour toutes les épreuves d'équitation confondues s'élèvent à 123 540 couronnes. Pour les épreuves de natation, les places à la journée sont vendues entre 1 et 25 couronnes suédoises. Au total, ce sont 48 560 personnes qui ont acheté un billet.
Pour les compétitions se déroulant dans le stade, les spectateurs achètent des billets de série dont le prix dépend de l'endroit où l'on se trouve dans le stade ; ainsi, des billets pour certaines sections se vendent entre 75 et 100 couronnes alors que les places de loges se vendent à 200 couronnes. Des billets sont également mis en ventes pour le concert du 13 juillet.

### Programme
Les organisateurs suédois souhaitent réduire le nombre de sports au programme pour ne conserver que l'athlétisme, la gymnastique, la lutte et la natation. Après de multiples protestations des autres pays, le Comité international olympique décide lors des sessions de 1910 et 1912 de ne plus intégrer certains sports tels le rugby, le golf ou le tir à l'arc, mais de maintenir d'autres disciplines présentes en 1908 comme l'aviron ou le cyclisme. Par ailleurs, le CIO valide l'apparition du pentathlon moderne. Cette discipline sportive, créée par le baron Pierre de Coubertin spécialement pour les Jeux olympiques, combine équitation, escrime, natation, tir et course. La nouveauté est aussi la création des épreuves artistiques d'architecture, de sculpture, de littérature, de musique et de peinture malgré les réticences des organisateurs (Compétitions artistiques). L'équitation refait son apparition après 12 ans d'absence alors que la boxe est supprimée car la loi suédoise l'interdit. Ce sont finalement 14 sports et 102 épreuves qui composent le programme olympique.
| - Athlétisme (30) - Aviron (4) - Cyclisme (2) - Équitation (5) - Escrime (5) - Football (1) - Gymnastique (4) | - Lutte (5) - Lutte à la corde (1) - Pentathlon moderne (1) - Sports aquatiques Natation (9) Plongeon (4) Water-polo (1) | - Tennis (8) - Tir (18) - Voile (4) |

### Participants

#### Sportifs
Selon les chiffres du CIO, 2 407 athlètes dont 48 femmes participent aux Jeux de Stockholm alors qu'ils étaient 2 008 dont 37 femmes aux Jeux de 1908 à Londres. Le nombre de sportifs par délégation ne pouvait pas être supérieur à douze par épreuve et une seule équipe nationale pouvait se présenter pour les épreuves en équipe ; c'est la première fois que de telles règles sont prises, les Jeux de 1904 à Saint-Louis n'étaient par exemple joués pratiquement que par des Américains et les Jeux de 1908 à Londres ont vu plusieurs équipes de la même nation disputer la même épreuve.

#### Délégations

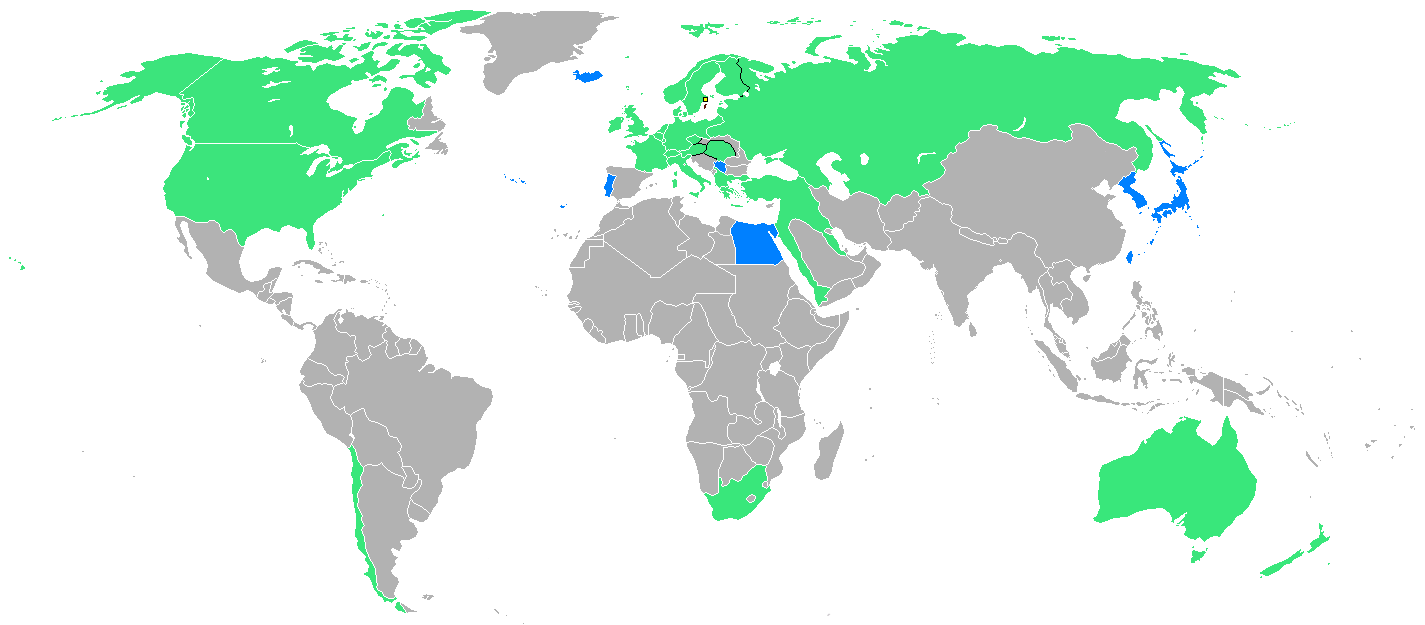
Pays participants en 1912.
Pays participant pour la première fois.
Pays ayant déjà participé.

Pour la première fois, les cinq continents sont représentés. L'Égypte, l'Islande, le Luxembourg, le Portugal, la Serbie et le Japon font leur apparition aux Jeux olympiques. Vingt-huit nations participent au total ; l'Amérique du Sud est par ailleurs représenté par une seule nation, le Chili, alors que l'Asie est représenté par le Japon mais également l'Empire ottoman qui est présent sur trois continents.
| Afrique                            | Amériques                                     | Asie                      | Europe | Océanie            |
| - Afrique du Sud (21) - Égypte (1) | - Canada (36) - Chili (14) - États-Unis (174) | - Japon (2) - Turquie (2) | - Allemagne (187) - Autriche (11) - Belgique (36) - Bohême (39) - Danemark (152) - Finlande (164) - France (112) - Grande-Bretagne (279) - Grèce (22) - Hongrie (119) - Islande (2) - Italie (68) - Luxembourg (21) - Norvège (191) - Pays-Bas (33) - Portugal (6) - Russie (159) - Serbie (2) - Suède (444) - Suisse (7) | - Australasie (26) |
| 2 pays                             | 3 pays                                        | 2 pays                    | 20 pays | 1 pays             |

### Logements
Le président du Comité des Logements, un capitaine d'infanterie, était Otto Bergström. Pour modérer les dépenses des sportifs, déjà assez élevées pour des nations lointaines de Stockholm comme l'Australasie, l'Afrique du Sud, le Japon et les trois nations américaines, le Comité des Logements met en place des logements à prix bas, pour autant qu'une demande ait été faite en amont et à temps.
Pour faciliter les nuitées des spectateurs, le Comité des Logements réserve en amont des chambres d'hôtels au Stockholms Uthyrningsbyra et au Nya Aktiebolaget Tjäders Byra. Des chambres chez les particuliers sont également proposées dans un prix compris entre 3 et 10 couronnes suédoises la nuit.

### Médailles et diplômes

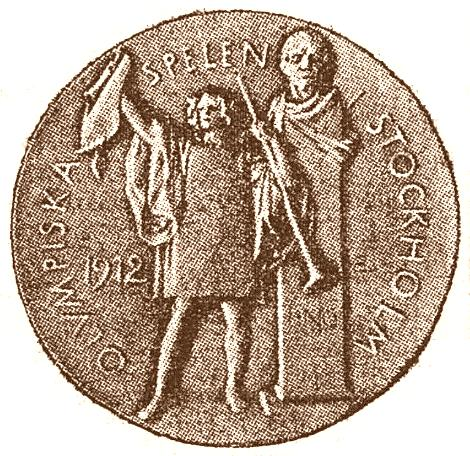
La médaille olympique.

Les médailles, conçues par Erik Jordan Lindberg et Bertram Mackennal, ont un diamètre de 33 millimètres et sont frappées par la compagnie C.C. Sporrong & Co.. Sur la face, on y voit un athlète masculin nu à qui deux femmes assisses portant un voile remettent une couronne de lauriers. Sur l'envers, un héraut proclame l'ouverture des Jeux. Sur la droite, on remarque une statue de Ling, la fondatrice des institutions et du système de gymnastique suédois. Apparait en cercle l'inscription suivante : « OLYMPISKA SPELEN STOCKHOLM ». À la droite du héraut se trouve l'inscription « 1912 » tandis que sur le socle de la statue apparait « LING ». Les médailles dites en or sont en réalité en vermeil, seules quelques médailles en or sont données pour certaines épreuves comme la série de 12 mètres pour la voile.
Chaque médaillé recevra un diplôme sauf pour les épreuves en équipe où c'est l'équipe qui recevra un diplôme général (seulement l'équipe remportant la médaille en or). Seront disputées également des Coupes Challenge que les vainqueurs détiendront jusqu'aux prochains Jeux. Pour les épreuves de voiles, les timoniers et l'équipage des voiliers remporteront eux aussi une médaille olympique. Le reste des sportifs recevront des médailles commémoratives. Ces médailles seront attribuées lors de la parade des nations qui durera 45 minutes.
Un diplôme sera remis à tous les détenteurs d'une Coupe Challenge. Certains non classés recevront également un diplôme, nommé diplôme du mérite. Par exemple, en athlétisme, les athlètes dont le temps ne dépassera pas de plus de 25% celui du vainqueur recevront un diplôme du mérite.

## Sites

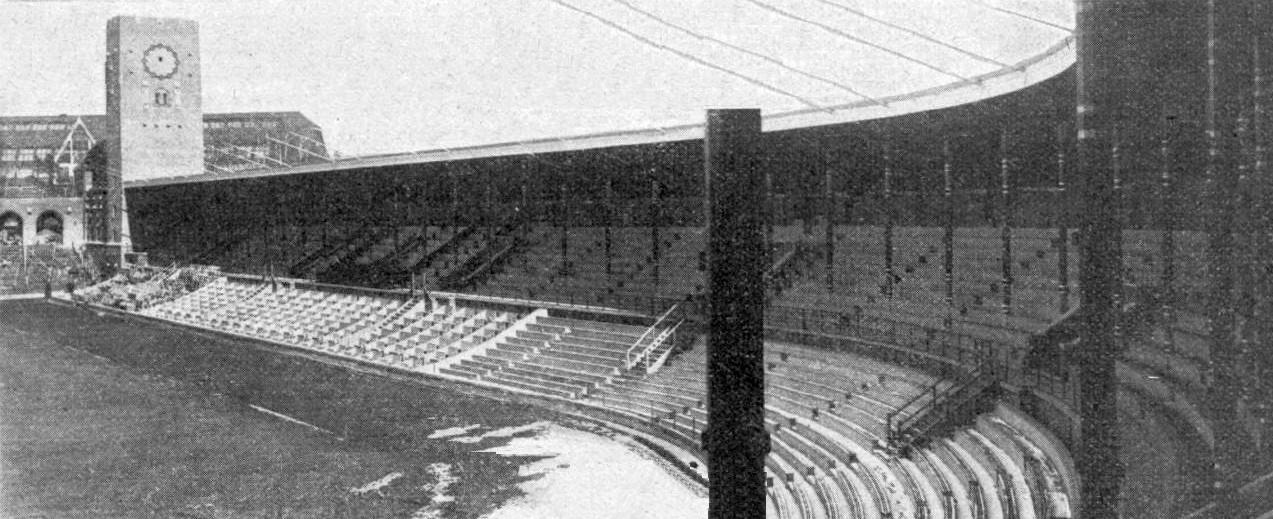
Le Stade olympique en 1912.

Torben Grut fait construire, selon ses plans, un nouveau stade spécialement pour les épreuves d'athlétisme entre les années 1910 et 1911 : le Stade olympique de Stockholm. Sa capacité est de 35 000 places. La piste d'athlétisme est l'œuvre de Charles Perry, le premier grand spécialiste mondial. Le stade a accueilli certaines compétitions d'athlétisme, la gymnastique et les cérémonies d'ouverture et de clôture. Les épreuves d'athlétisme ont eu lieu du 6 au 15 juillet, celle de gymnastique aux mêmes dates. La longueur des pistes pour les courses à pied sont longues de 383 mètres et le terrain de gazon mesure 67,5 mètres sur 148 et celui du football 65 mètres sur 104. Le coût total du stade revient à 1 190 000 francs. Le Stade devait alors rappeler ceux de l'Antiquité avec la forme d'un fer à cheval.

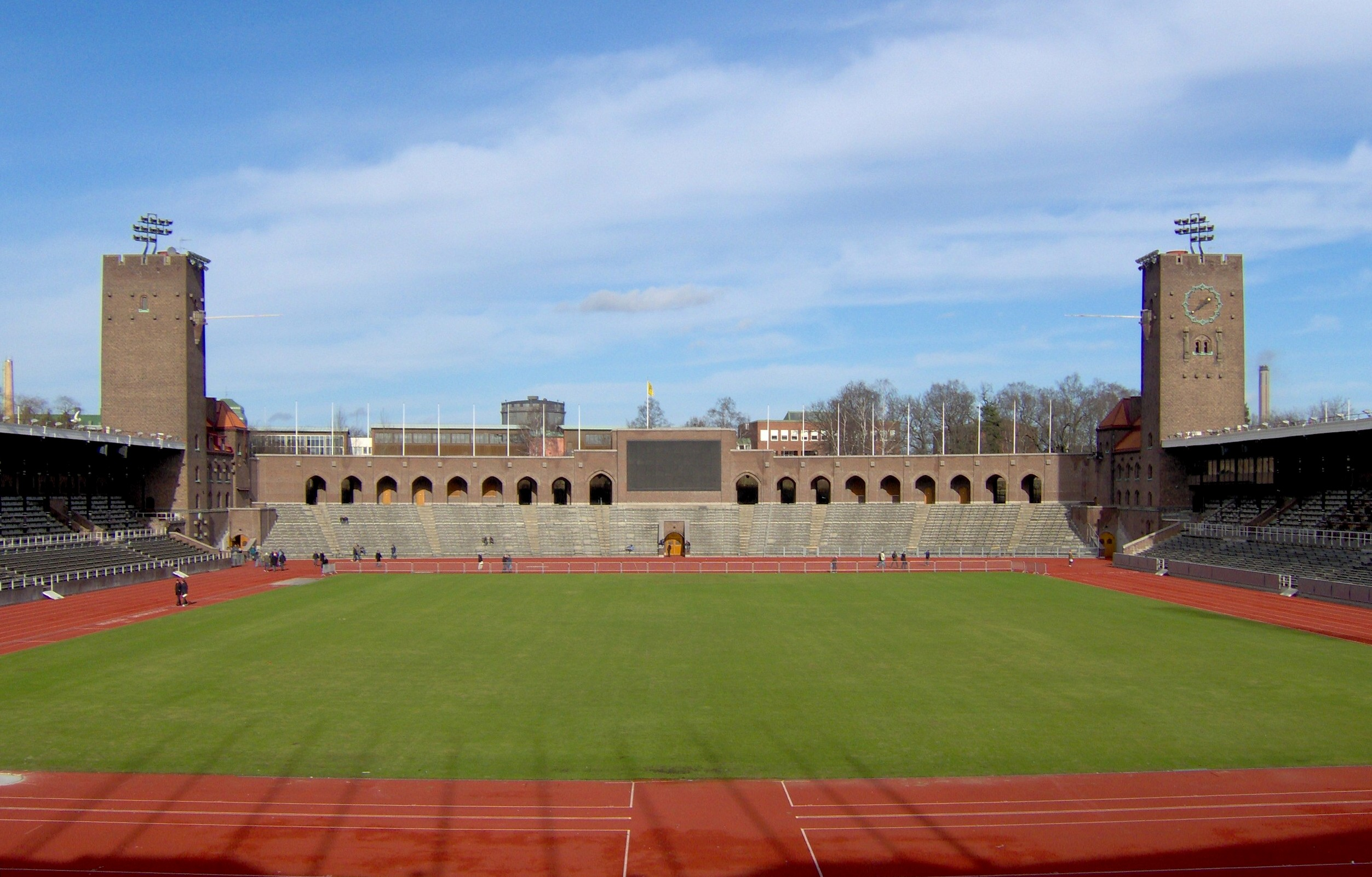
Le Stade olympique en 2007.

Le bassin olympique, une piscine 100 mètres aménagée dans la baie de Djurgårdsbrunnsviken fut le siège des compétitions de natation, de plongeon et de water-polo.
D'autres sites ont servi pour les Jeux :
- Terrain d'Östermalm : athlétisme
- Court de Tennis : tennis
- Pavillon de Tennis : escrime
- Terrain de Råsunda : football
- Terrain de Traneberg : football
- Club d'équitation : équitation
- Bassin de Djurgårdsbrunnsviken : aviron
- Kaknas : tir
- Ellenhill : tir
- Nynäshamn : voile

## Déroulement

### Cérémonie d'ouverture

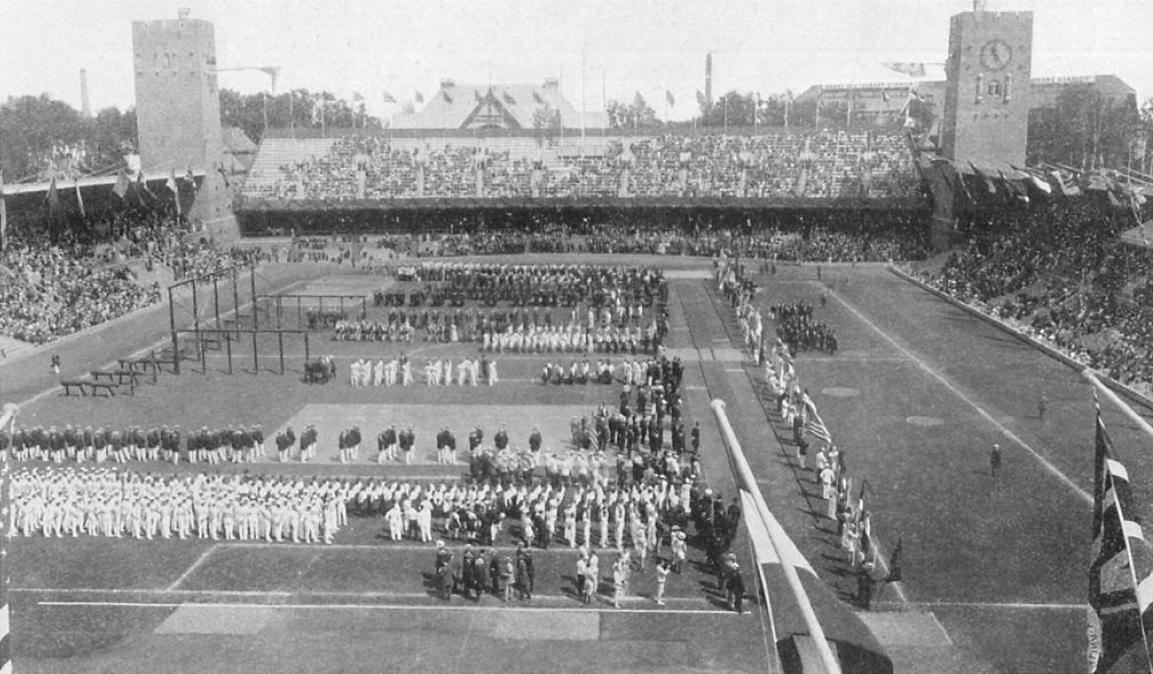
Vue générale des nations et du Stade à la cérémonie d'ouverture.
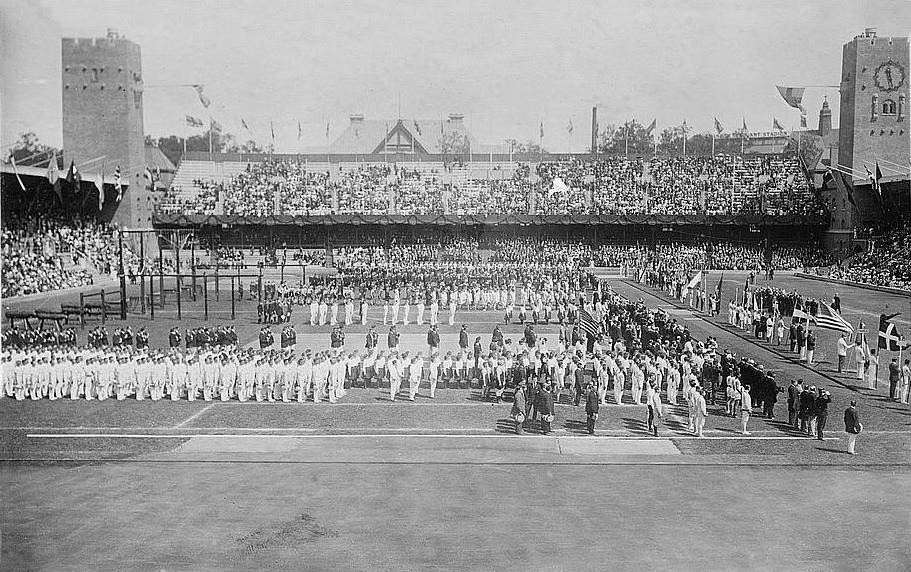
Vue des nations lors de la cérémonie d'ouverture.

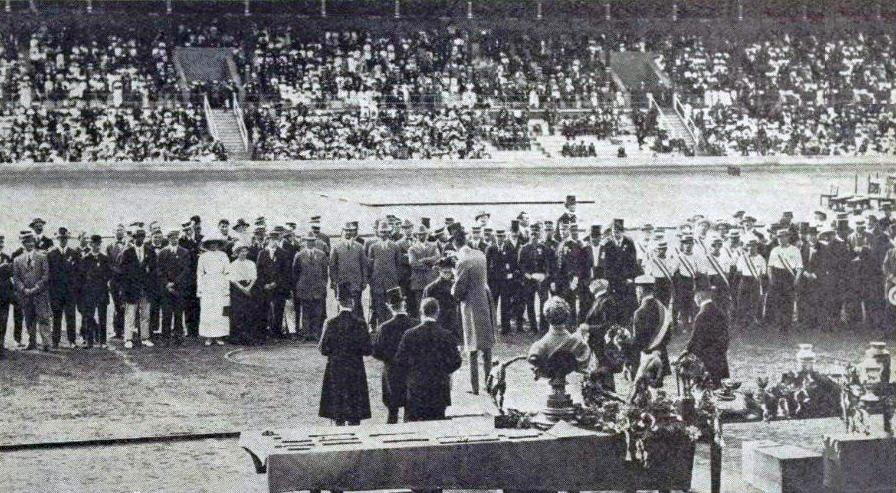
Officiels de la cérémonie d'ouverture.

La cérémonie d'ouverture des Jeux se déroule le 6 juillet 1912 au Stade olympique de Stockholm. Les 35 000 spectateurs assistent tout d'abord à l'exécution de l'hymne olympique, et à une prière lue par un révérend suédois. La délégation belge est la première des 28 nations à défiler, la Suède étant la dernière. Après un discours du président du Comité olympique suédois, le roi Gustave V proclame officiellement l'ouverture des Jeux de la Ve Olympiade de l'ère moderne, sous la présence du président du Comité international olympique le baron Pierre de Coubertin. Dès la fin de la cérémonie d'ouverture, les premières compétitions de gymnastique furent disputées.

La délégation finlandaise parade à la cérémonie d'ouverture sans drapeau alors qu'elle devait porter celui de l'Empire russe. Cela crée une controverse, l'Empire russe y voyant de la part de la Finlande une envie de se détacher de l'Empire.

Différentes délégations lors de la cérémonie d'ouverture
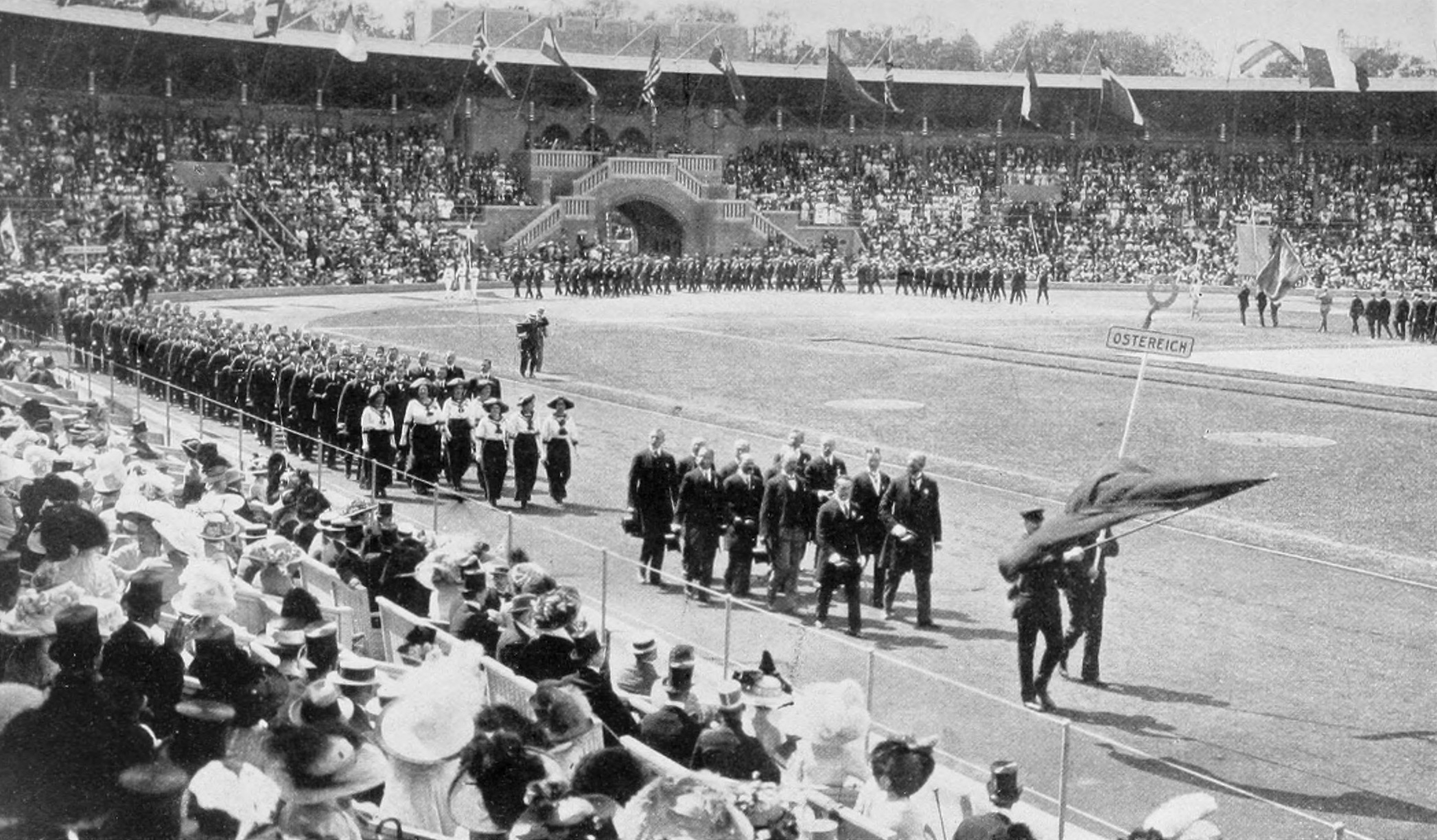
Délégation autrichienne.
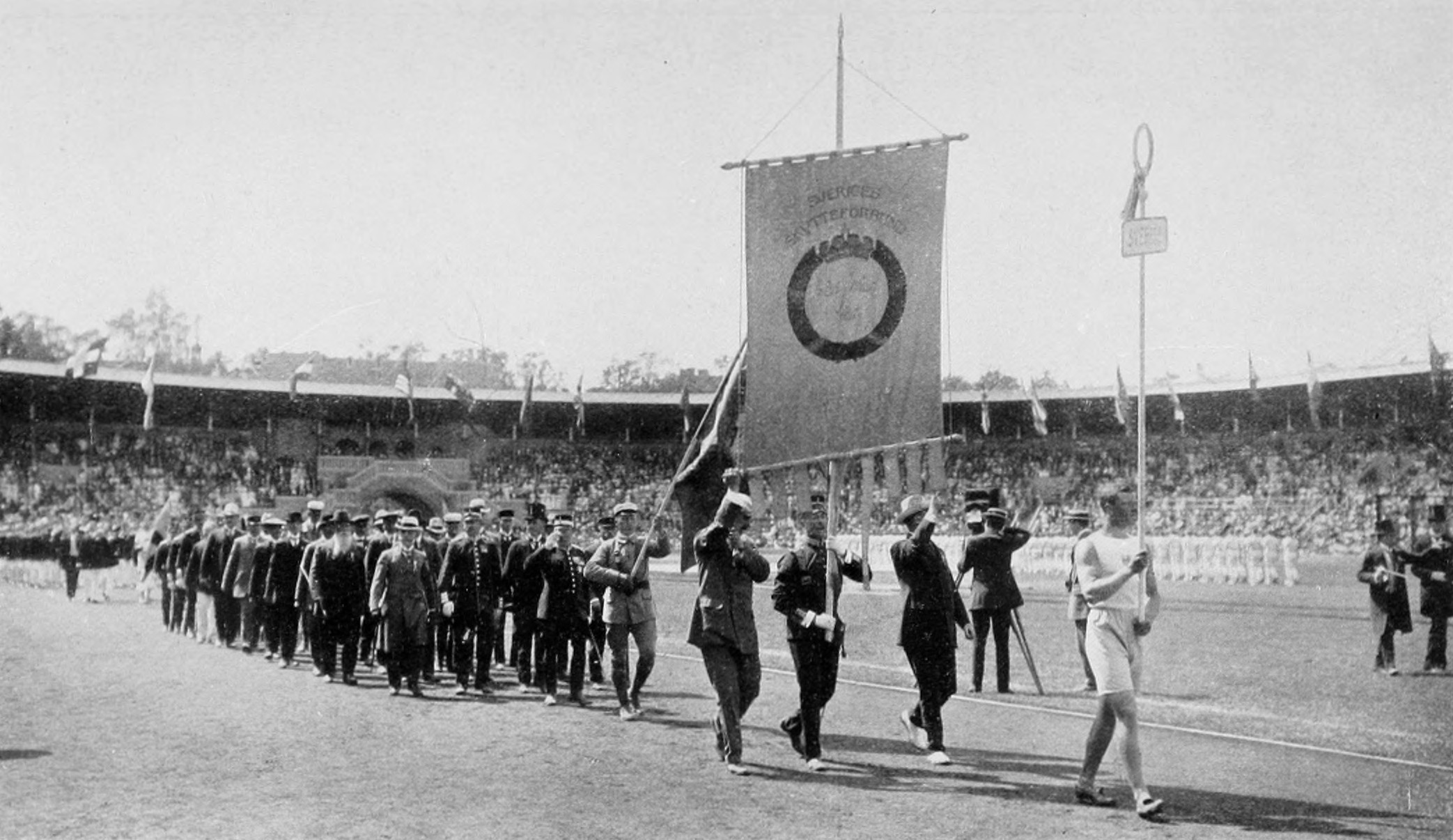
Délégation suédoise.
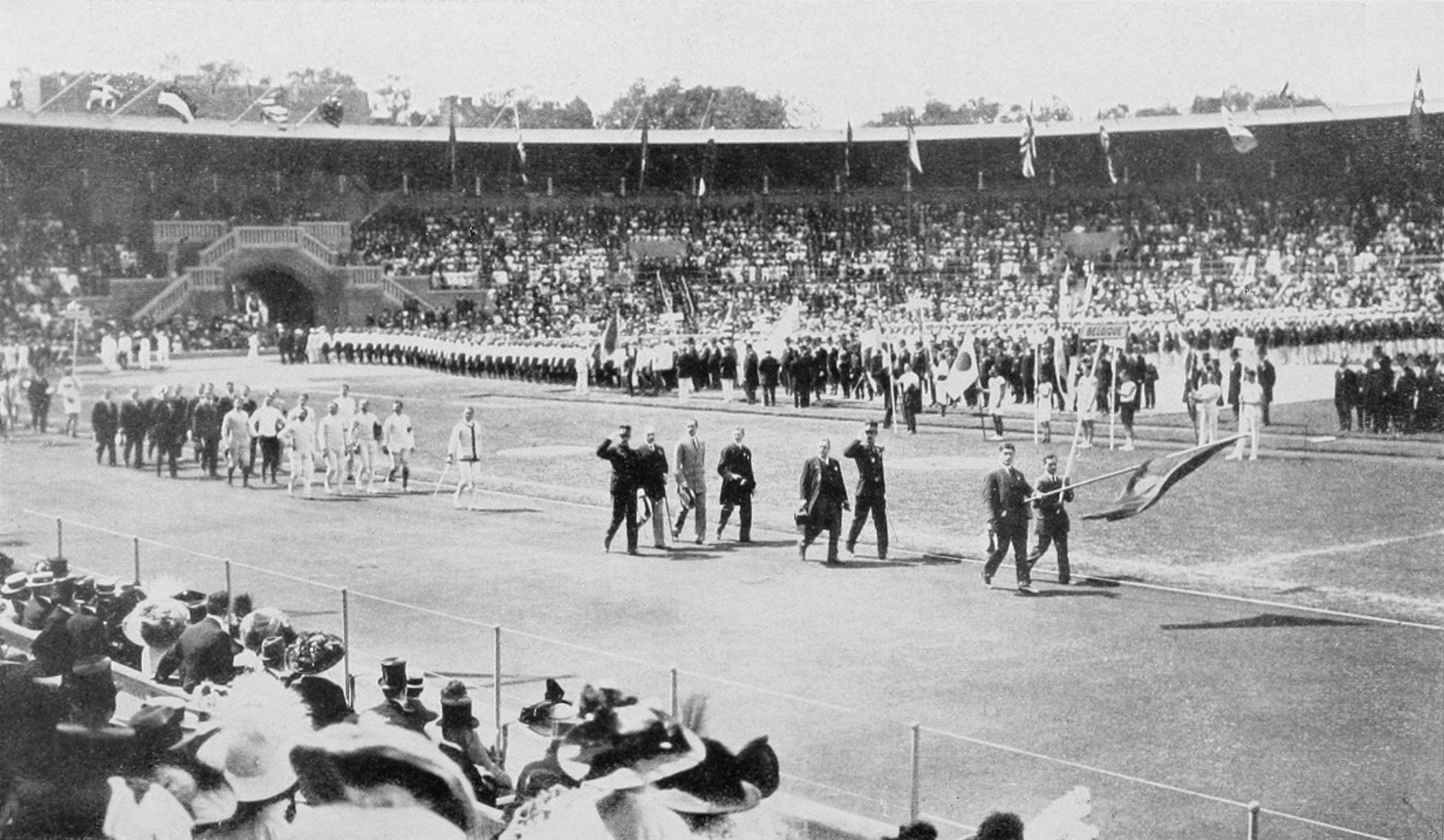
Délégation belge.
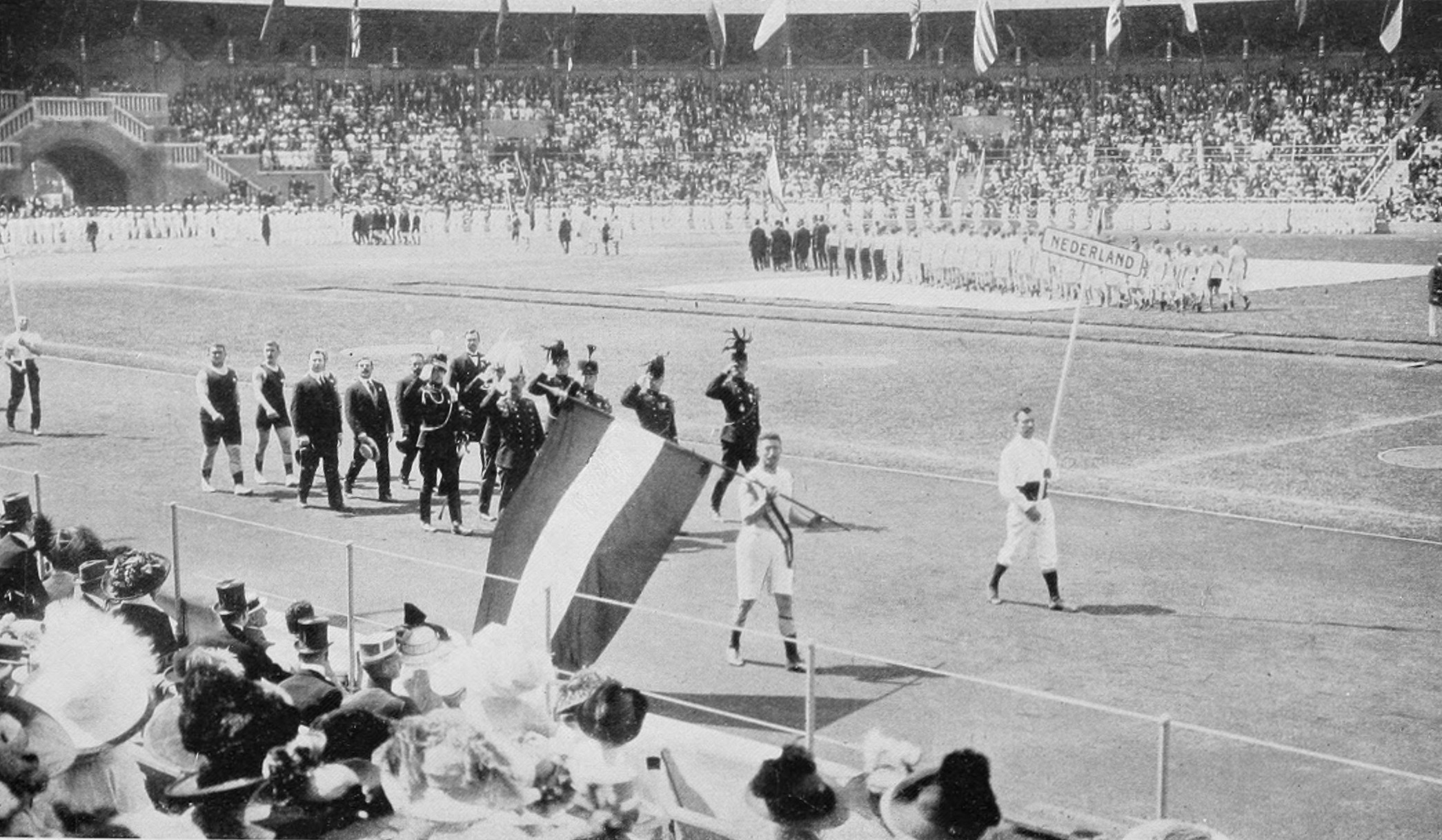
Délégation néerlandaise.
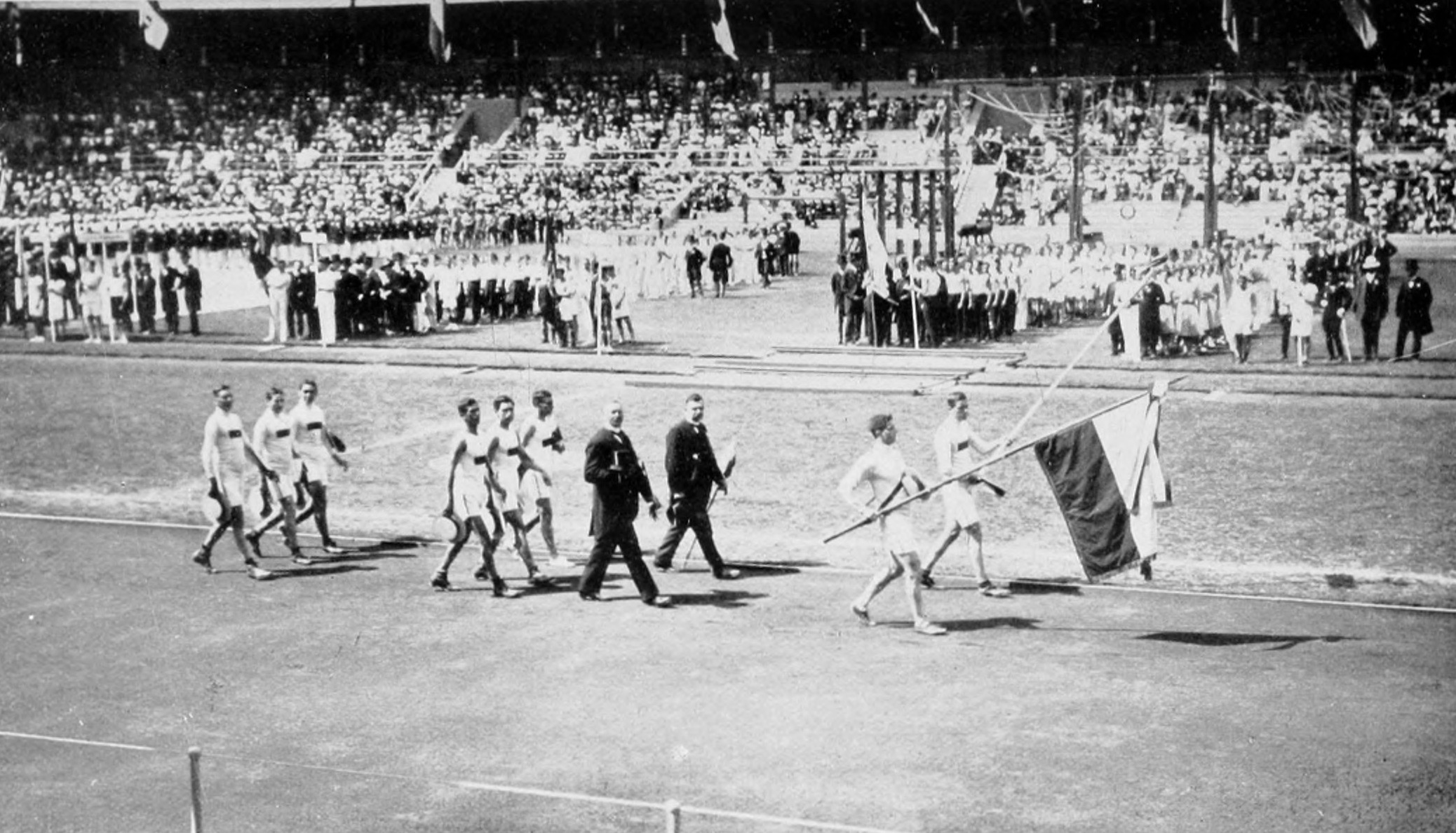
Délégation chilienne.
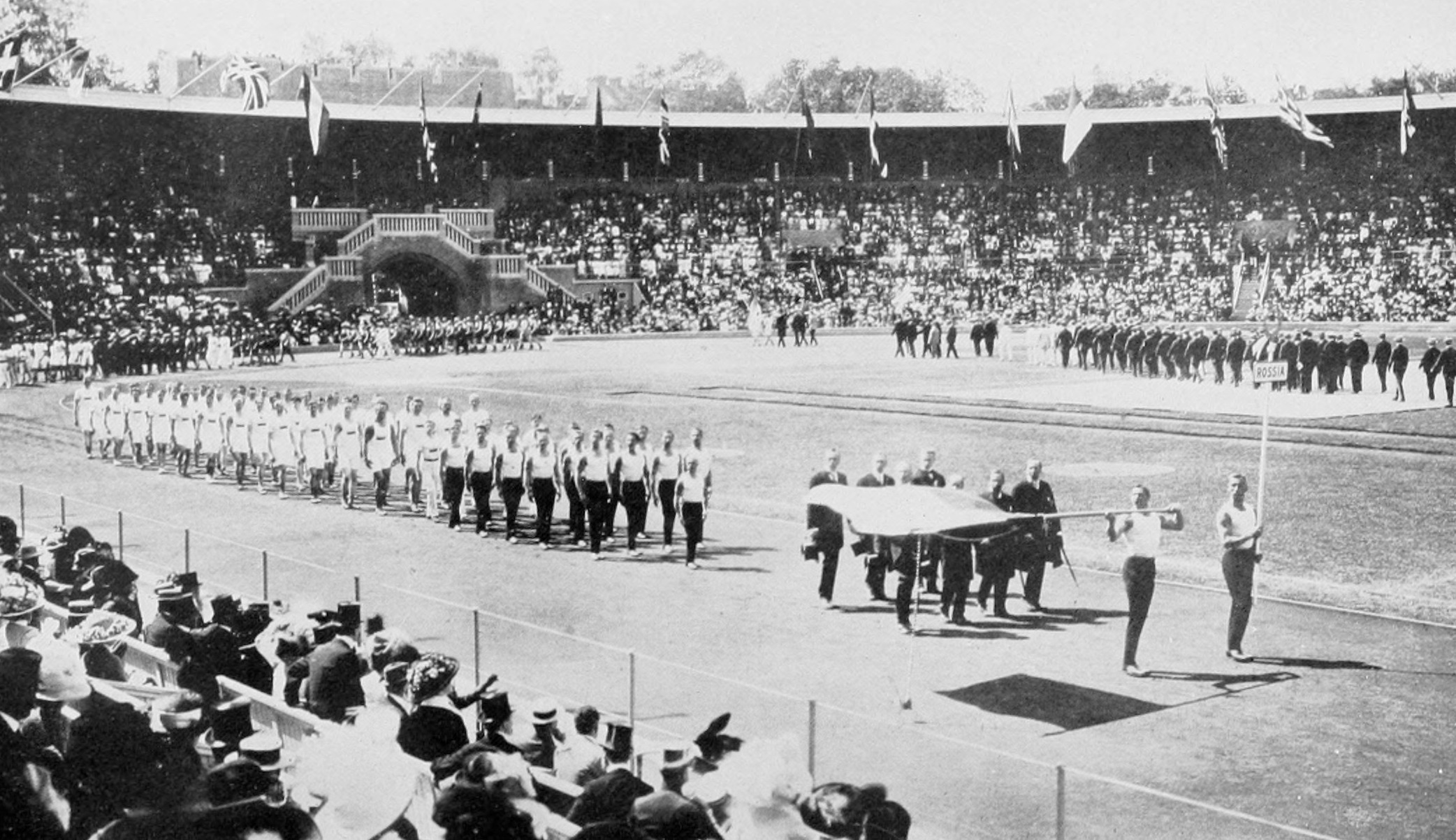
Délégation russe.
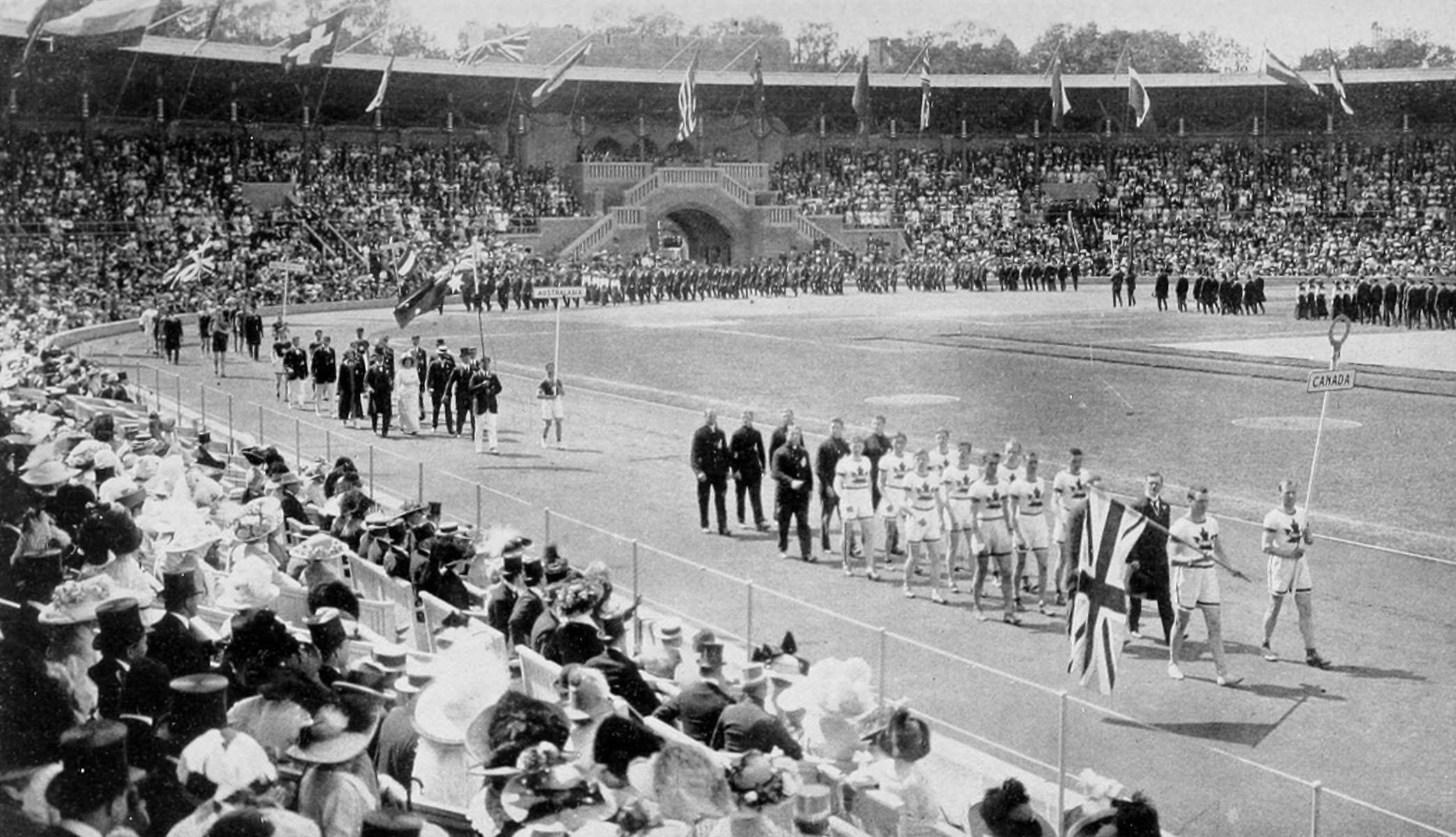
Délégation canadienne et australasienne.
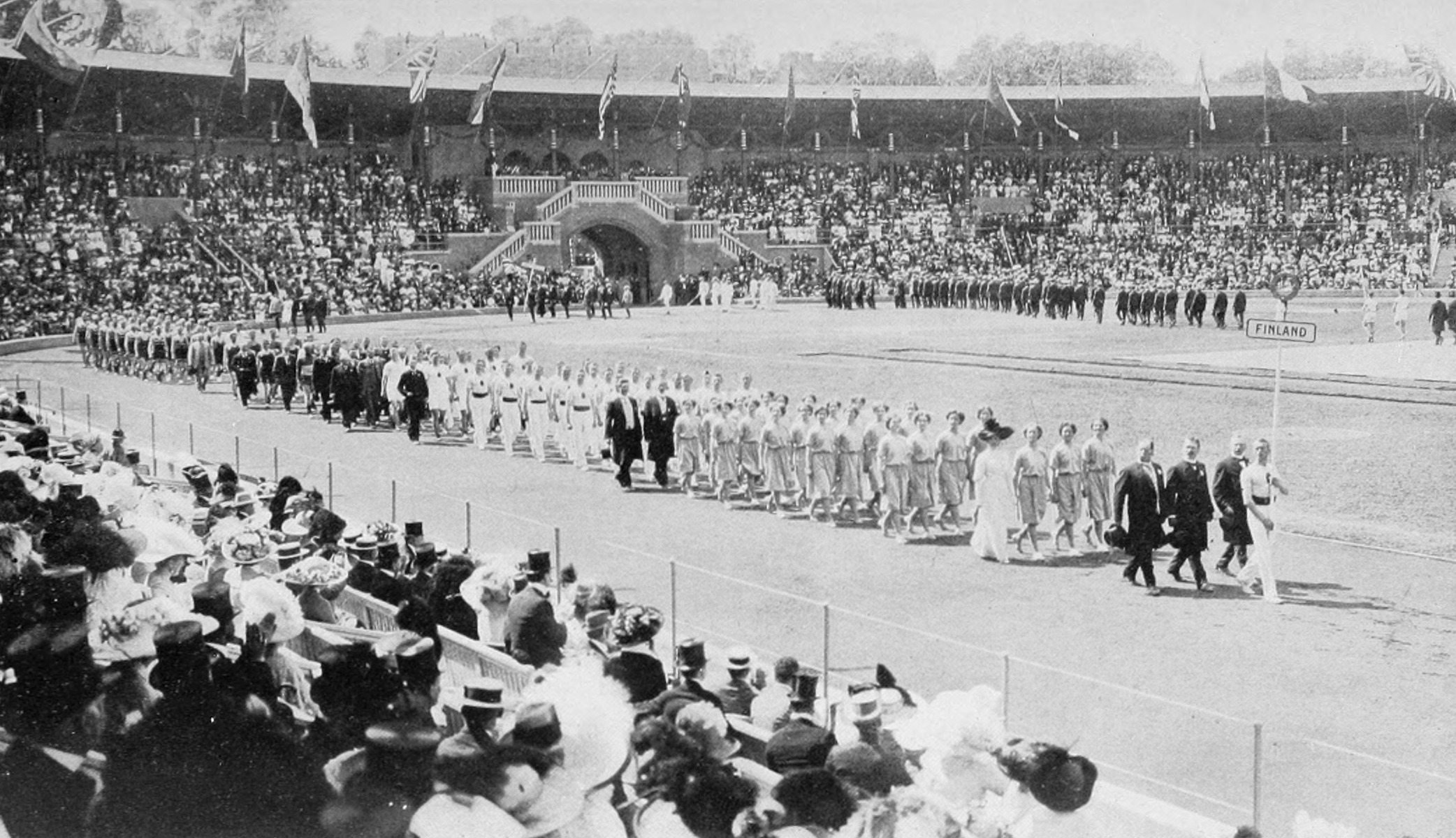
Délégation finlandaise.
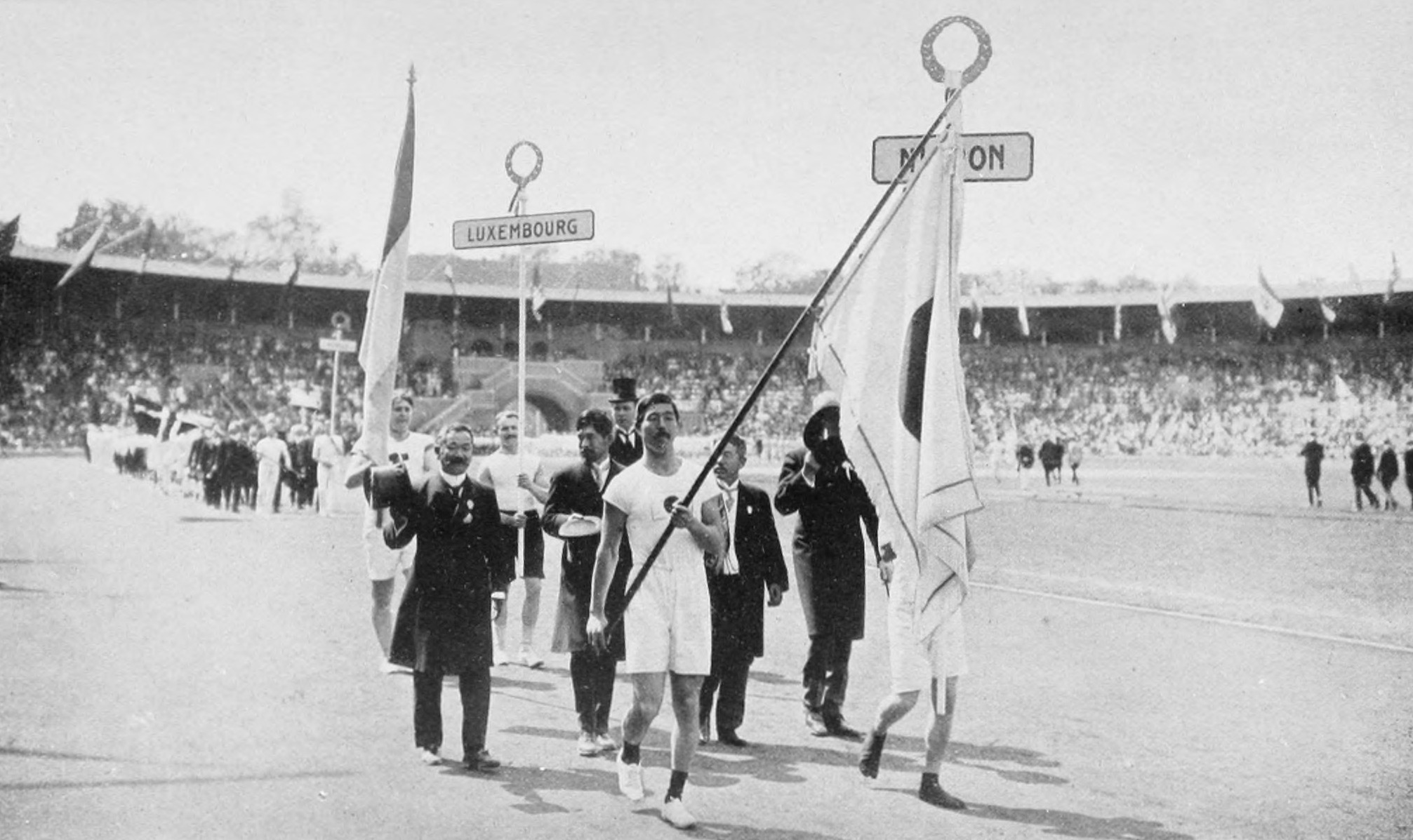
Délégation japonaise et luxembourgeoise.

### Ouverture parcimonieuse aux femmes
Les Jeux n'ont été qu'indirectement ouverts aux femmes en 1900 dans les seules disciplines du golf, de l'équitation, de la voile et du croquet où des compétitions féminines sont organisées dans le cadre de l'Exposition universelle. En 1904 se sont ajoutés le tir à l'arc et en 1908 le patinage et le tennis.
Le CIO, organe exclusivement masculin durant un siècle, résiste à l'organisation d'épreuves féminines, mais consent en 1910 à ouvrir aux femmes deux nouvelles disciplines pour les Jeux de 1912 : la natation et le plongeon. Pierre de Coubertin affirme pourtant encore en 1912 dans le numéro de juillet 1912 de la Revue Olympique que les Jeux ont pour mission l'« exaltation solennelle et périodique de l'athlétisme mâle avec [...] l'applaudissement féminin pour récompense ».
De son côté, le Comité olympique des États-Unis, dirigé par James Edward Sullivan, refuse d'envoyer des femmes à toutes les épreuves olympiques.
48 femmes participent aux Jeux de 1912, pour 2 359 hommes. Elles représentent donc 2 % des athlètes.
Dans la revue European Studies in Sports History, les chercheurs Jean-Michel Peter et Gérard Fouquet avancent pour leur part en 2014 un chiffre de 57 femmes inscrites aux épreuves officielles, dont 15 pour le tennis et 42 pour les sports aquatiques (natation et plongeon)[réf. incomplète]. Marguerite Broquedis est la seule Française (elle rapporte à elle seule deux médailles, contre dix pour les 110 hommes de la délégation).

### Épreuves

#### Athlétisme
Les 30 épreuves d'athlétisme ont lieu du 6 au 15 juillet dans le Stade olympique de Stockholm et sont disputées par 534 participants de 27 nations. Ce sont les américains qui décrochent le plus de médailles. Ils en gagnent 42 dont 16 en or. La Finlande en remporte 13 dont 6 en or alors que la Suède, pays hôte, en remporte 15 dont 4 en or. Durant les épreuves, deux records olympiques sont battus ainsi que trois records mondiaux. Bien que les américains aient dominés les épreuves, certaines d'entre elles le furent par d'autres nations comme le cross-country individuel dominé par la Finlande et la Suède, le triple saut par la Suède et la Norvège, le lancer du disque par la Finlande et la Suède, le lancer de Javelot à deux mains par la Finlande et le décathlon par la Suède.
Le Finlandais Hannes Kolehmainen réalise l’exploit de ces Jeux olympiques de Stockholm en remportant trois médailles d’or et une médaille d’argent dans les épreuves de fond d’athlétisme. Ces performances marquent le début de la domination des Finlandais volants dans les courses de longue distance pendant près de trente ans.

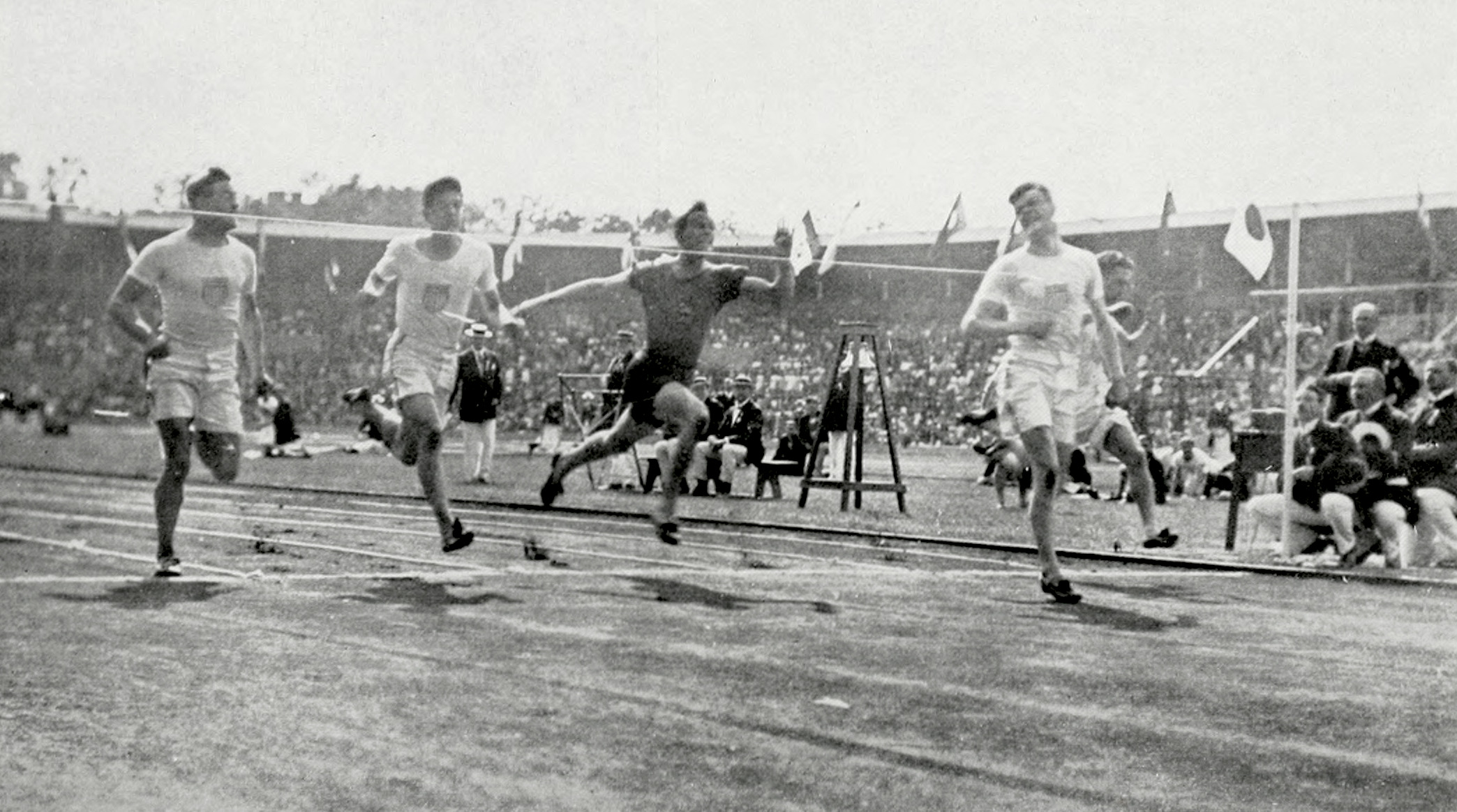
La finale du 100 mètres masculin. Habillés en blanc, quatre Américains ; en foncé, le Sud-Africain. Howard Drew n'est pas présent sur la photo, il est déclaré forfait avant le départ.

L'épreuve du 100 mètres masculin a lieu du 6 au 7 juillet. Entre 3 et 6 coureurs sont présents au premier tour dans chaque séries. Ce sont les deux meilleurs de chaque série qui se qualifient en demi-finales. Lors de ce premier tour, l'américain Donald Lippincott établit un record du monde en 10,6 secondes et le britannique David Jacobs établit un record olympique en 10,8 secondes. Pour les six demi-finales, ce sont entre 4 et 6 athlètes par demi-finale qui tentent de prendre la première place pour la finale. Ce sont un Sud-Africain (George Patching) et cinq Américains (Howard Drew, Alvah Meyer, Ralph Craig, Donald Lippincott et Frank Belote) qui sont en finale. Trois américains remportent les trois médailles dont Ralph Craig qui remporte celle en or en 10,8 secondes.

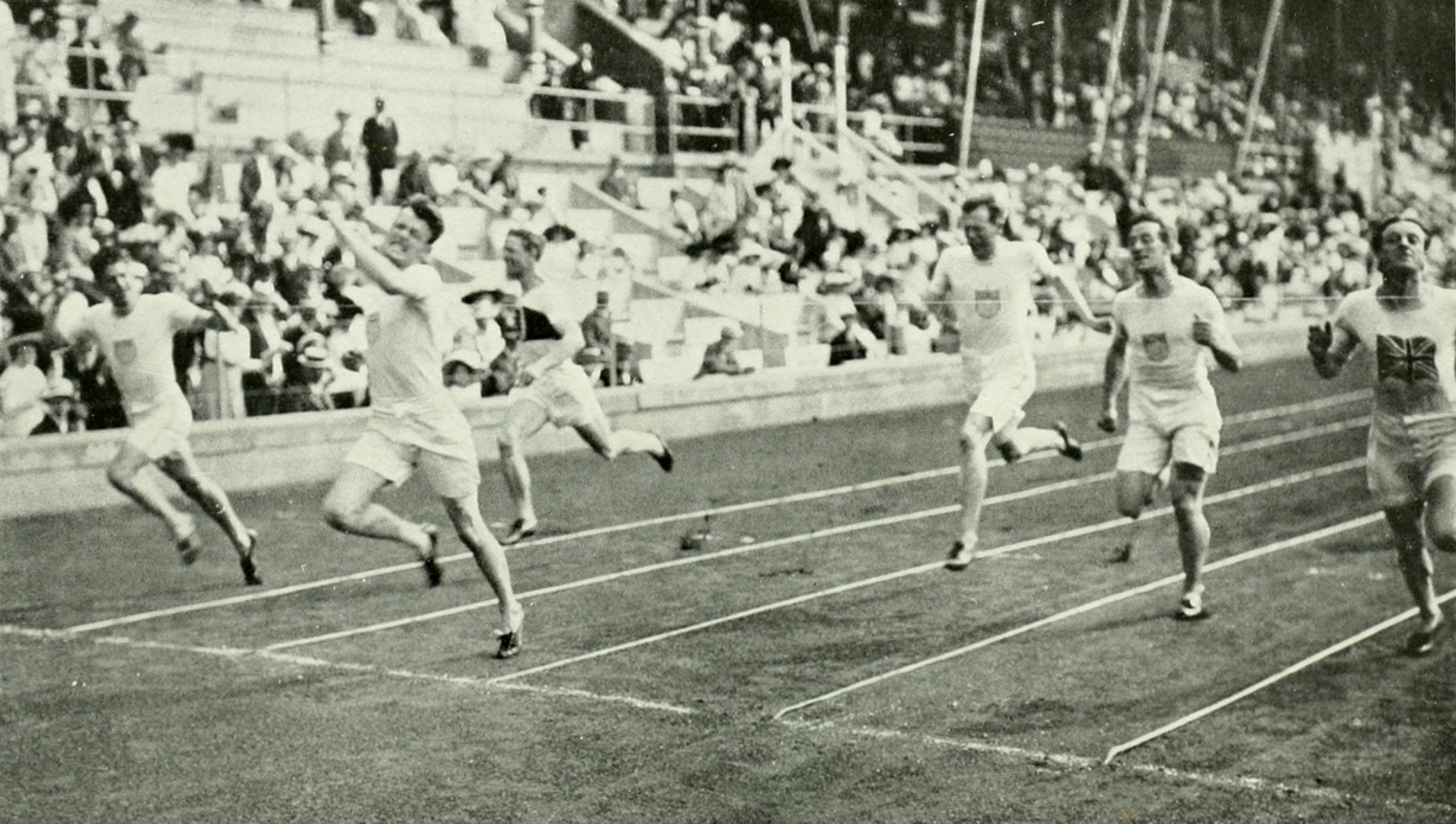
La finale du 200 mètres masculin. Le troisième en partant de la gauche est l'Allemand Richard Rau ; le premier en partant de la droite est le Britannique Willie Applegarth. Les quatre en blancs sont les Américains.

Pour celle du 200 mètres masculin qui a lieu du 10 au 11 juillet, ce sont entre deux et cinq athlètes qui courent pour le premier tour dans 18 séries ; les deux premiers de chaque série accèdent aux demi-finales. Les six demi-finales sont composées entre six et cinq coureurs et c'est le premier de chaque demi-finale qui va en finale. On y retrouve quatre Américains (Ralph Craig et Donald Lippincott, déjà présents à l'épreuve du 100 mètres masculin, et Donnell Young ainsi que Charles Reidpath), un Britannique (Willie Applegarth) et un Allemand (Richard Rau). Ce sont Craig, Lippincott et Applegarth qui remportent les médailles.

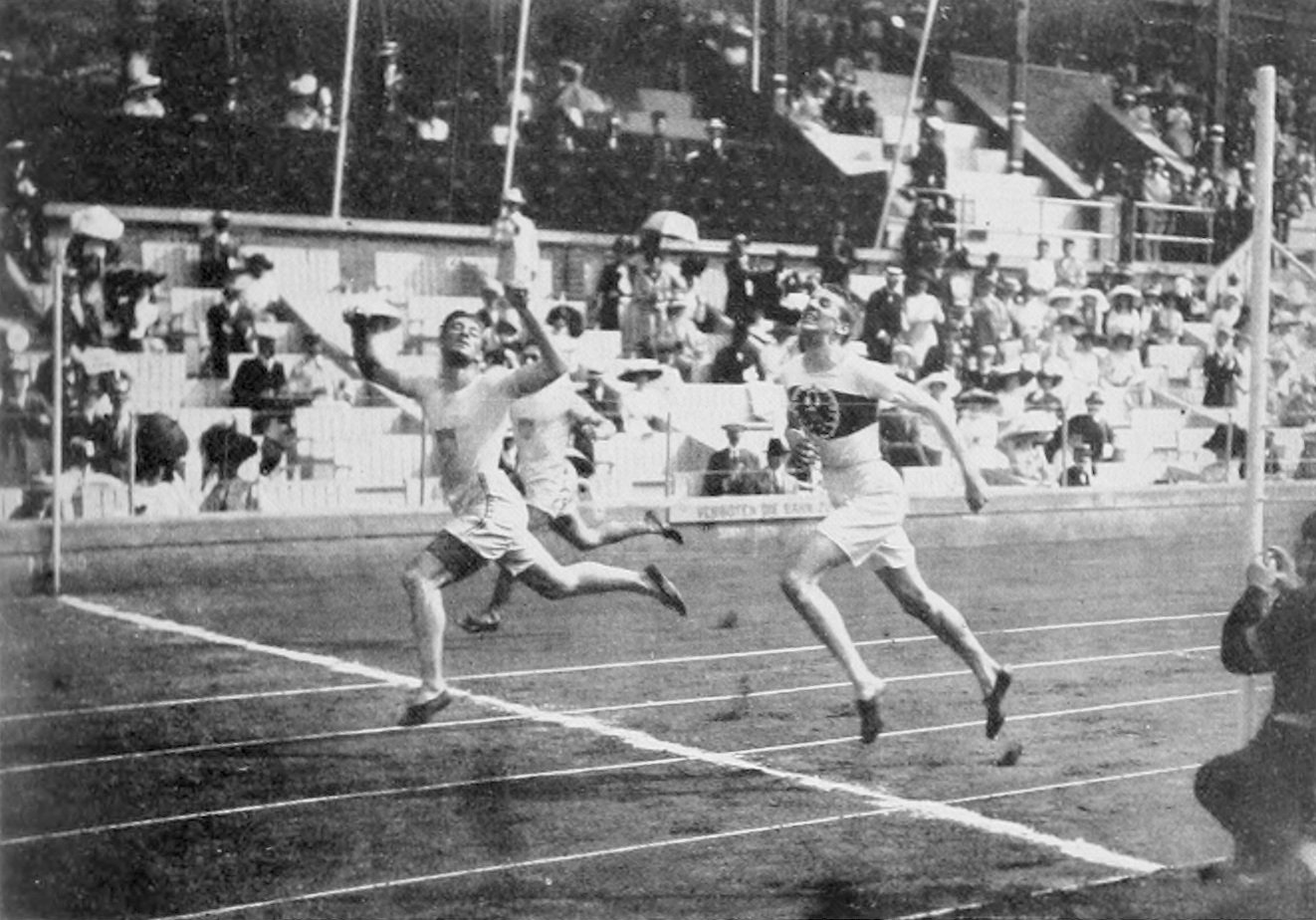
Les athlètes du 400 mètres franchissant la ligne d'arrivée.

Comme pour les deux épreuves précédentes, celle du 400 mètres masculin débutent par 15 séries comprenant entre deux et six coureurs dont, de nouveau, les deux premiers sont repris pour jouer en demi-finales. Cette épreuve a lieu du 12 au 13 juillet. Les cinq demi-finales se déroulent de la même manière que pour les deux précédentes épreuves. Quatre Américains (Charles Reidpath, déjà présent à la finale du 200 mètres masculin, Edward Lindberg, Ted Meredith et Carroll Haff) se qualifient ainsi qu'un Allemand (Hanns Braun). L'Allemand remporte la médaille d'argent tandis que Reidpath et Lindeberg gagnent celles d'or et de bronze. Reidpath établit un record olympique du 400 mètres en un temps de 48,2 secondes.
Du 6 au 8 juillet a lieu l'épreuve du 800 mètres masculin. Le système des séries du premier tour ne change pas par rapport aux épreuves précédentes mais celui des demi-finales change. Il n'y en a que deux et ce sont les quatre premiers des deux demi-finales qui se rendent en finale. Se sont qualifiés six Américains (Ted Meredith, Mel Sheppard, Herbert Putnam, Clarence Edmundson, David Caldwell et Ira Davenport), un Allemand (Hanns Braun) et un Canadien (Mel Brock). Ce sont les Américains Ted Meredith, Mel Sheppard et Ira Davenport qui, respectivement, remportent les médailles en or, en argent et en bronze. Meredith bat un record du monde en 1 minute et 51,9 secondes.
Le 1 500 mètres masculin a lieu quant à lui du 9 au 10 juillet et se déroule sans premier tour, les athlètes courent directement en demi-finale (elles sont au nombre de sept avec deux qualifiés par demi-finale). Les 14 athlètes qualifiés en finale sont sept Américains, deux Britanniques, un Français, trois Suédois et un Allemand. Le médaillé d'or, avec un record olympique à la clé en 3 minutes et 56,8 secondes, est le Britannique Arnold Jackson ; les deuxième et troisième places reviennent aux Américains Abel Kiviat et Norman Taber.
Le 3 000 mètres par équipes est remporté par les États-Unis avec 9 points suivis par l'équipe suédoise puis britannique.

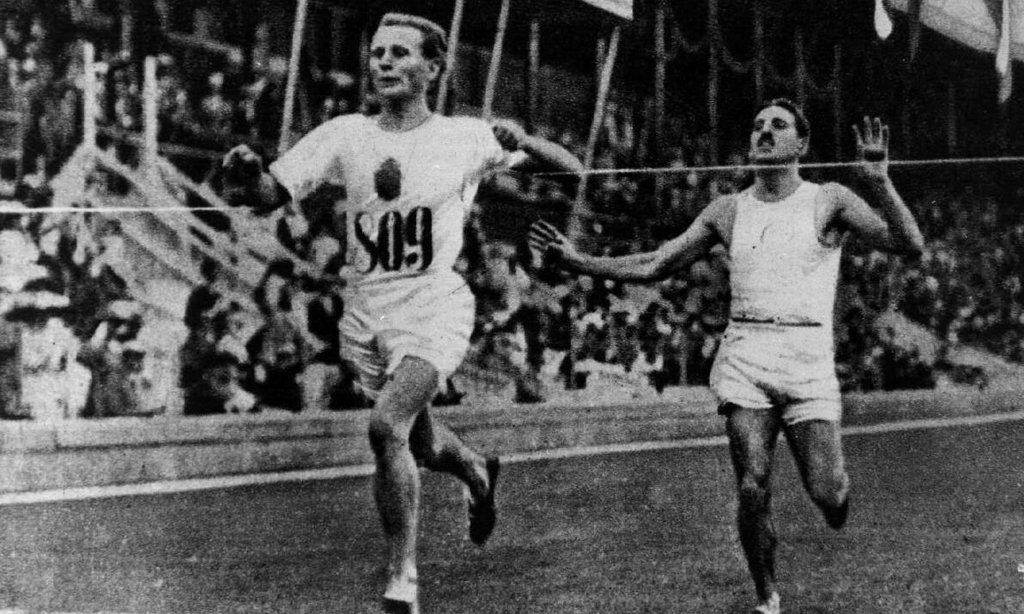
Jean Bouin devancé par Hannes Kolehmainen sur le 5000 m.

Le 9 et le 10 juillet, c'est l'épreuve du 5 000 mètres masculin qui est disputée. Pendant les demi-finales, au nombre de 5, le Français Jean Bouin bat un record olympique en 15 minutes et 5 secondes, de même que l'Américain George Bonhag qui bat un record olympique en 15 minutes et 22,6 secondes. 15 athlètes sont qualifiés pour la finale (trois Américains, deux Canadiens, quatre Britanniques, trois Suédois, deux Finlandais et un Français) ; quatre athlètes (deux Suédois, un Britannique et un Finlandais) déclarent forfait alors que le Finlandais Hannes Kolehmainen remporte l'or en 14 minutes et 36,6 secondes en enregistrant un nouveau record du monde. Il est suivi par le Français Jean Bouin et le Britannique George Hutson.
Deux jours plus tôt, du 7 au 8 juillet, c'est l'épreuve du 10 000 mètres qui avait lieu. Trois demi-finales ont eu lieu durant lesquelles 15 athlètes se sont qualifiés pour la finale (trois Finlandais, trois Américains, un Canadien, un Italien, trois Suédois, un Sud-Africain, deux Britanniques et un Français). Kolehmainen remporte également une médaille en or ; son compatriote Albin Stenroos remporte celle en bronze quant à l'Américain Lewis Tewanima, il se voit remettre celle en argent. Le Finlandais médaillé en or bat un record olympique en 31 minutes et 20,8 secondes. Sur les 15 athlètes qualifiés, 10 n'ont pas participé à la finale soit à cause d'un faux départ ou d'un forfait.

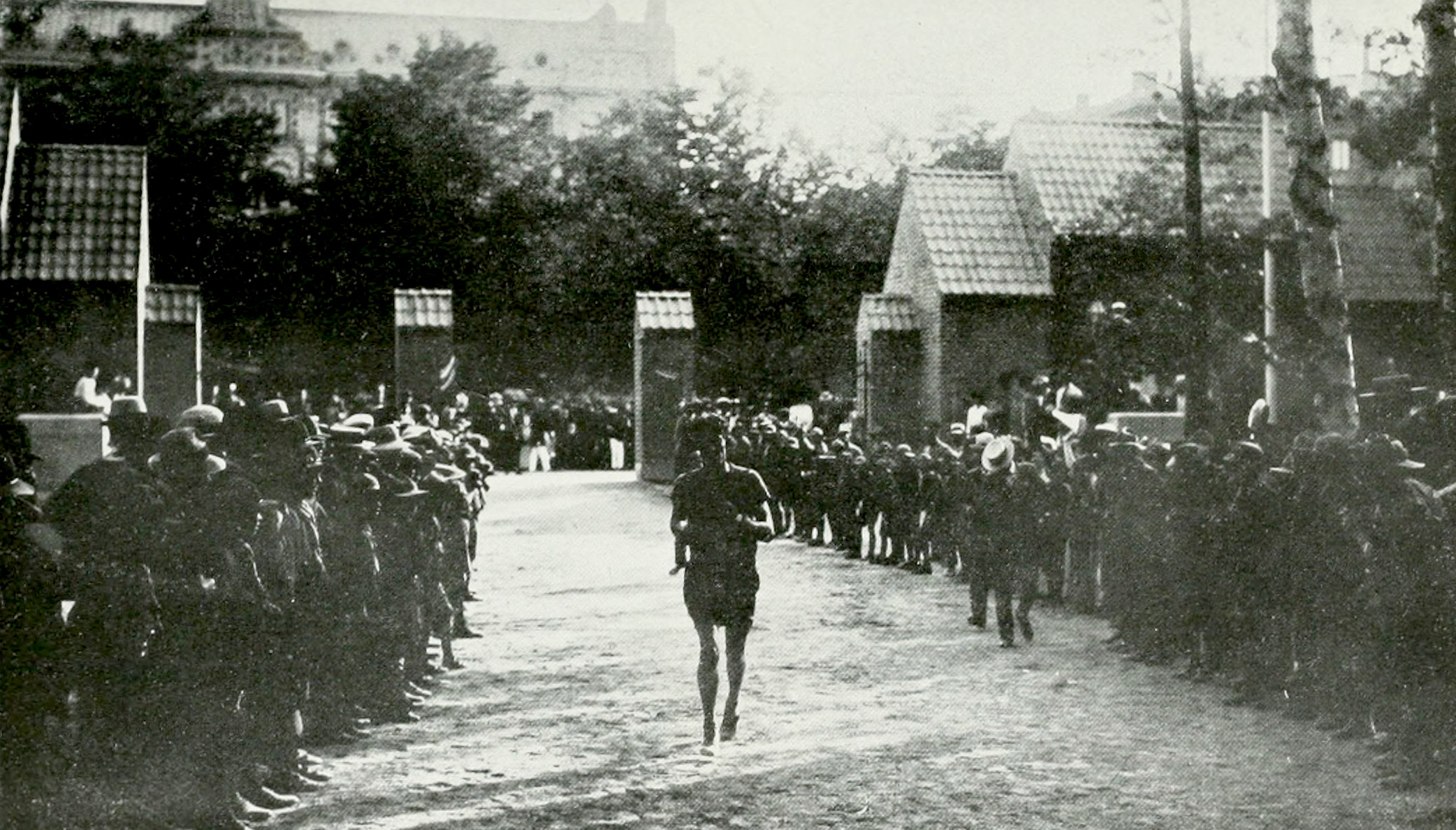
Ken McArthur lors du marathon.

98 athlètes sont présents pour le marathon le 14 juillet. Seulement 34 marathoniens mettent le pied de l'autre côté de la ligne d'arrivée comprenant deux Sud-Africains, dix Américains, trois Canadiens, six Suédois, un Français, quatre Britanniques, deux Autrichiens, deux Norvégiens, un Grec, deux Danois, un Hongrois et un Russe. Le dernier marathonien à franchir la ligne a mis 3 heures 36 minutes et 35,2 secondes alors que le premier met presque une heure de moins, en 2 heures 36 minutes et 54,8 secondes, soit un record olympique. 18 athlètes mettent moins de 3 heures pour le marathon dont plus de la moitié sont des Américains. Les deux Sud-Africains à avoir franchi la ligne d'arrivée décrochent les médailles en or et en argent tandis que la médaille en bronze est remportée par l'Américain Gaston Strobino. Le Sud-Africain Ken McArthur bat le record olympique en 2 heure 36 minutes et 54,8 secondes suivi moins d'une minute plus tard par son compatriote Christian Gitsham.
Onze séries composaient le premier tour du 110 mètres haies le 11 et 12 juillet 1912. Les qualifiés se sont retrouvés dans six demi-finales et les six premiers d'entre eux ont participé à la finale. Cinq étaient américains et un autre britannique, Kenneth Powell. Fred Kelly décroche l'or et ses compatriotes James Wendell et Martin Hawkins l'argent et le bronze.
Pour la première fois de l'histoire des Jeux olympiques, l'épreuve du relais 4 x 100 mètres a lieu. Cette épreuve est disputée du 8 au 9 juillet. Trois demi-finales ont lieu pour départager les qualifiés des séries. L'équipe britannique, composée de David Jacobs, Henry Macintosh, William Applegarth et Victor d'Arcy établit un record olympique (il s'agit en effet d'une première olympique) en 43 secondes mais l'équipe suédoise bat ce record lors de la deuxième demi-finale en un temps de 42,5 secondes. Ce record olympique est une nouvelle fois battu, cette fois-ci par l'équipe allemande composée d'Otto Röhr, Max Hermann, Erwin Kern et Richard Rau. Cette dernière est disqualifiée pour la finale qui se joue donc entre l'équipe suédoise et britannique et c'est celle-ci qui remporte l'or en 42,4 secondes.

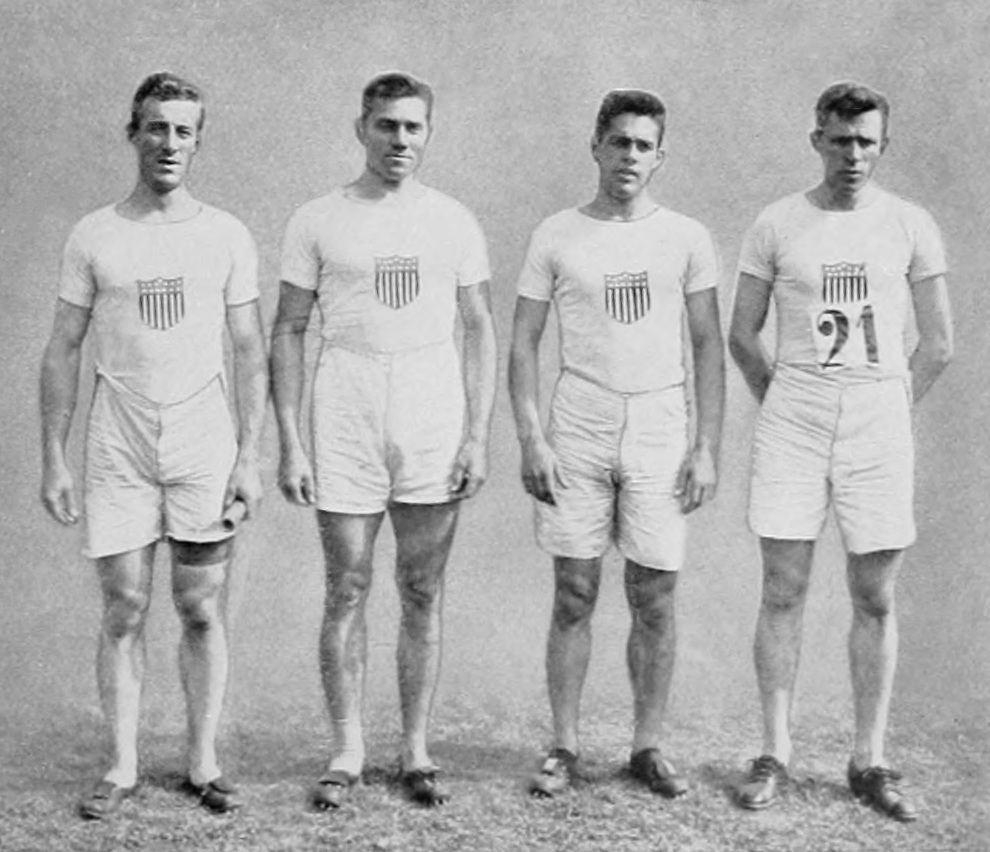
L'équipe du relais américain remportant la médaille en or.

L'équipe américaine bat un record du monde le 15 juillet en 3 minutes et 16,6 secondes à l'épreuve du relais 4 x 400 mètres masculin. Comme pour l'épreuve du relais précédente, c'est la première apparition de cette épreuve aux Jeux olympiques. L'équipe américaine est suivie par deux équipes du vieux continent, l'équipe française et celle britannique.
L'épreuve du cross-country individuel est remportée par le Finlandais, déjà médaillé dans d'autres épreuves d'athlétisme, Hannes Kolehmainen, suivi des deux Suédois Hjalmar Andersson et John Eke. Pour l'épreuve du cross-country par équipes, c'est l'équipe suédoise qui emporte l'or suivie de la finlandaise et de l'équipe britannique qui remporte celle en bronze.

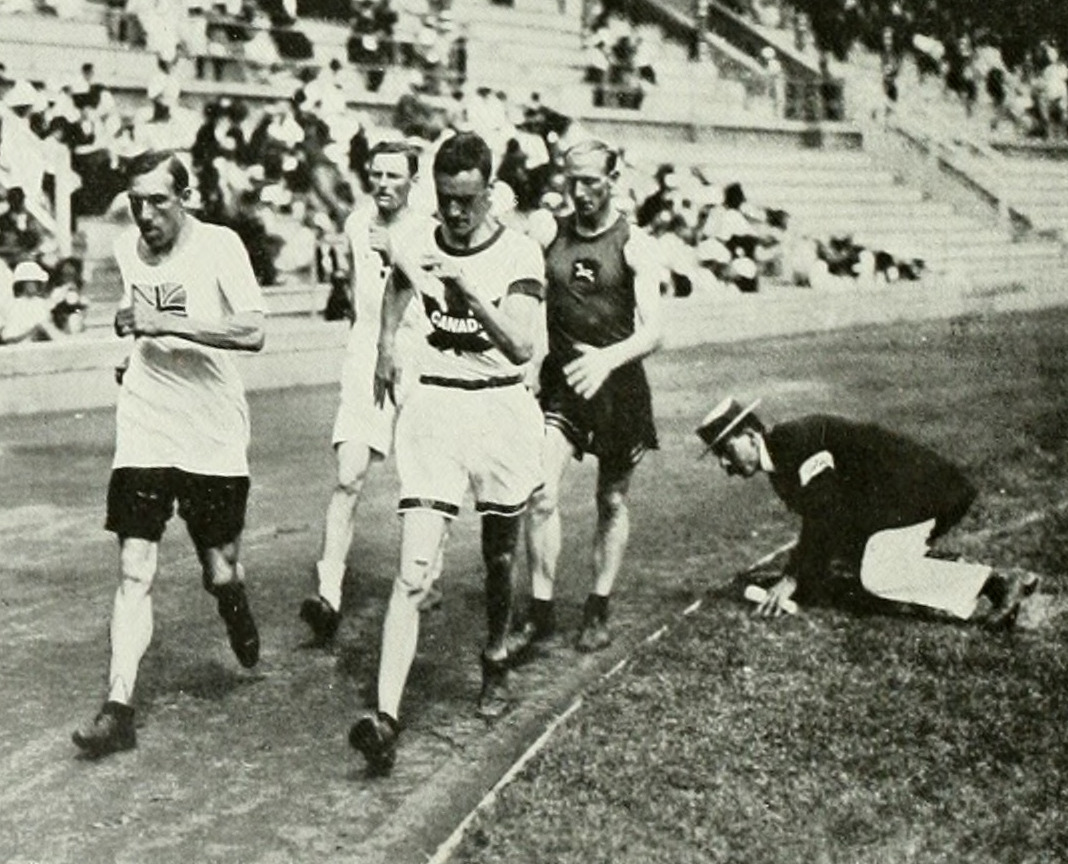
La finale du 10 kilomètre marche. Un arbitre est présent pour regarder si les athlètes respectent le règlement.

Les Britanniques Thomas Dumbill et William Yates ainsi que le Sud-Africain Arthur St. Norman sont disqualifiés de l'épreuve du 10 kilomètres marche masculin se déroulant entre le 8 et le 11 juillet. Le règlement de l'épreuve précise bien qu'il faut toujours un pied en contact avec le sol ou bien l'athlète est disqualifié. En comptant trois athlètes n'ayant pas pris le départ, il ne restait que quatre athlètes pour la finale de l'épreuve arrivant à la ligne d'arrivée, respectivement : le Canadien George Goulding, le Britannique Ernest Webb, l'Italien Fernando Altimani et le Danois Aage Rasmussen. Il n'y a qu'une minute et 30 secondes entre le premier et le dernier. C'est la première apparition de cette épreuve aux Jeux.

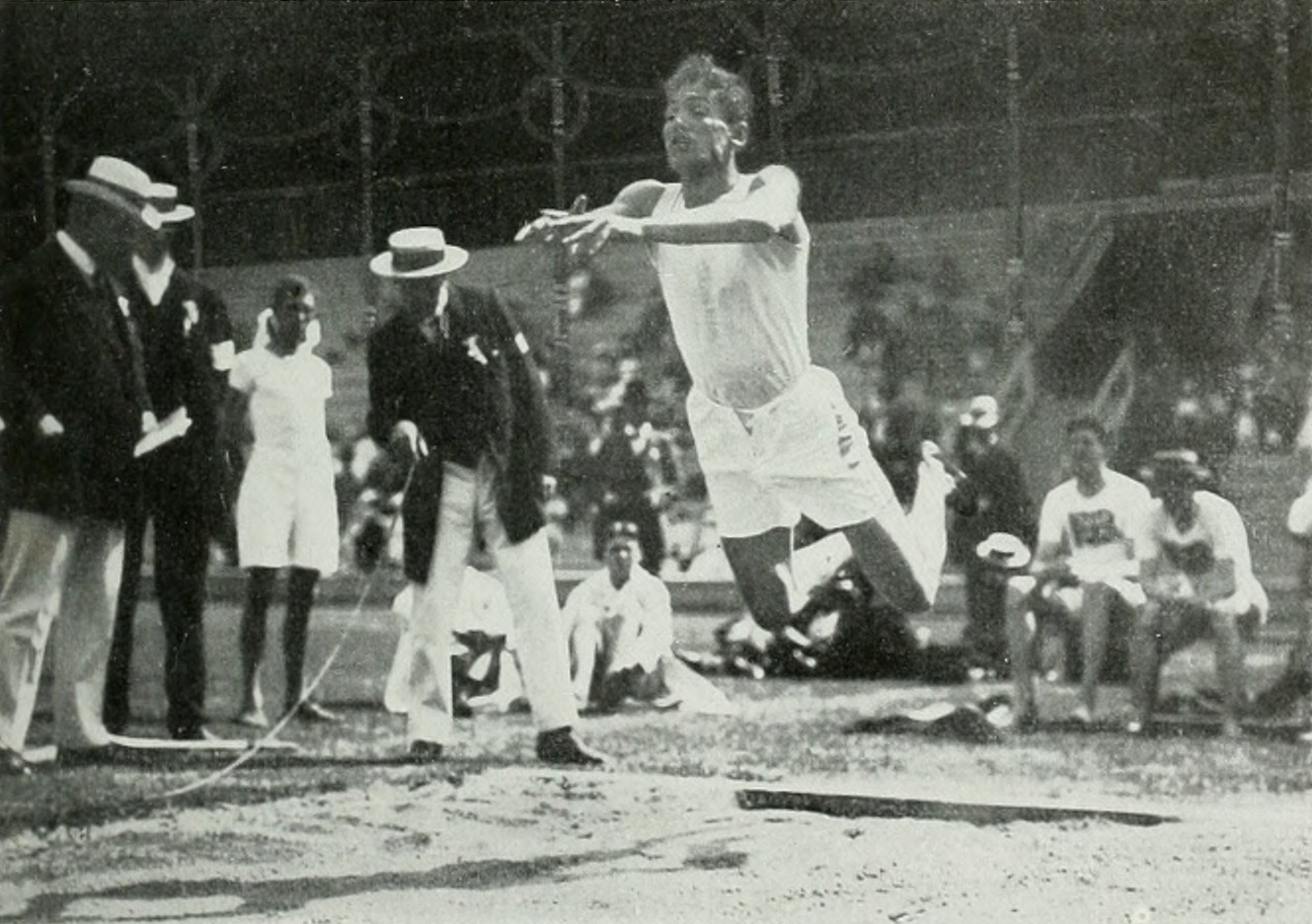
Konstantinos Tsiklitiras à l'épreuve du saut en longueur sans élan.

Pour l'épreuve du saut en longueur masculin, ayant lieu le 12 juillet, 30 athlètes tentent de se qualifier et trois y parviennent : l'Américain Albert Gutterson remporte l'or, le Canadien Calvin Bricker l'argent et le Suédois Georg Aberg le bronze. Comme pour le saut en longueur, la finale du sans élan est disputée que par trois sportifs et remportent, dans l'ordre, la médaille en or, en argent et bronze : le Grec Konstantinos Tsiklitiras et les Américains Platt Adams et Benjamin Adams. C'est la dernière fois que cette épreuve est disputée aux Jeux olympiques.
Plus ou moins aux mêmes dates que celles des deux épreuves du saut en longueur ont lieu les épreuves du saut en hauteur et du saut en hauteur sans élan. L'Américain Alma Richards remporte celle du saut en hauteur avec un record olympique à 1 mètre et 93 centimètres suivi avec deux centimètres en moins par l'Allemand Hans Liesche et deux centimètres encore en moins l'Américain George Horine. Celle sans élan est remportée par les trois athlètes remportant celle du saut en longueur sans élan mais dans un ordre différent. P. Adams et son frère B. Adams terminent premier et deuxième alors que Tsiklitiras est troisième.
L'épreuve du saut à la perche est assez spéciale étant donné que, mis à part l'Américain Harry Babcock qui remporte une médaille en or, la médaille en argent est délivrée à deux Américains (Frank Nelson et Marc Wright avec un même score) et la médaille en bronze est elle donnée à trois athlètes (le Suédois Bertil Uggla, l'Américain Frank Murphy et le Canadien William Helpenny).
Les Suédois créent l'exploit en remportant les trois médailles pour l'épreuve du triple saut. Ce sont dans l'ordre Gustaf Lindblom, Georg Aberg et Erik Almlöf qui remportent les médailles.

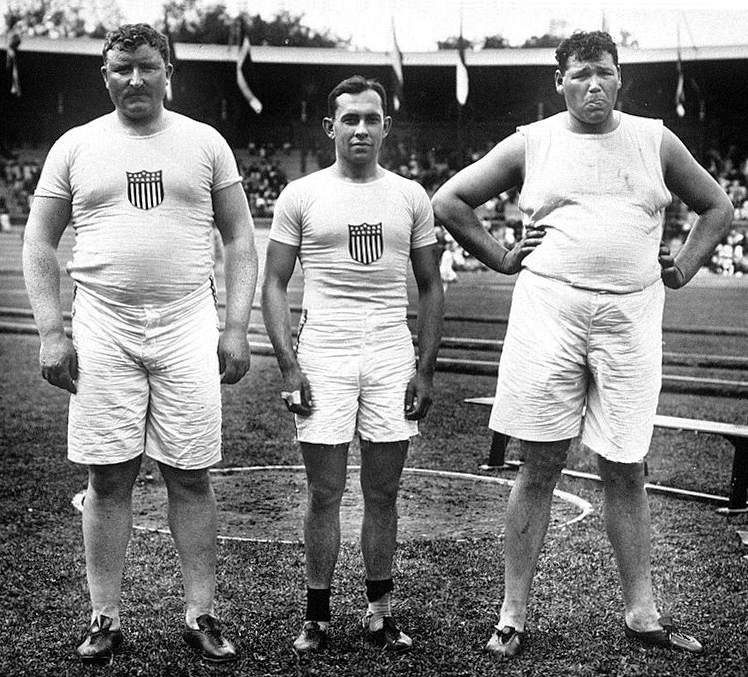
Pat McDonald, Lawrence Whitney et Ralph Rose au lancer du poids.

Pour les épreuves du lancer du poids et de la même épreuve mais à deux mains, trois Américains remportent des médailles, Patrick McDonald (or), Ralph Rose (argent) et Lawrence Whitney (bronze) pour le lancer du poids et Ralph Rose (or) et Patrick McDonald (argent) pour celle à deux mains. Le finlandais Elmer Niklander décroche le bronze pour le lancer à deux mains.
L’Américain Jim Thorpe fut l’une des vedettes de ces Jeux en remportant les deux épreuves combinés de l’athlétisme. Cet Indien de la tribu des Algonquins à la stature massive (1,87 m pour 83 kg) s’imposa tout d’abord sur le pentathlon, discipline comportant le saut en longueur, le lancer du javelot, le 200 m, le lancer du disque, et le 1 500 m (à ne pas confondre avec le pentathlon moderne). Quelques jours plus tard, l’athlète de 25 ans battit le record du monde dans les dix épreuves du décathlon, décrochant à l’occasion sa deuxième médaille d’or. Ses exploits sportifs furent salués par le président américain Théodore Roosevelt, par le tsar Nicolas II et par le roi Gustave V de Suède qui considéra Thorpe comme « le plus grand athlète du monde ».

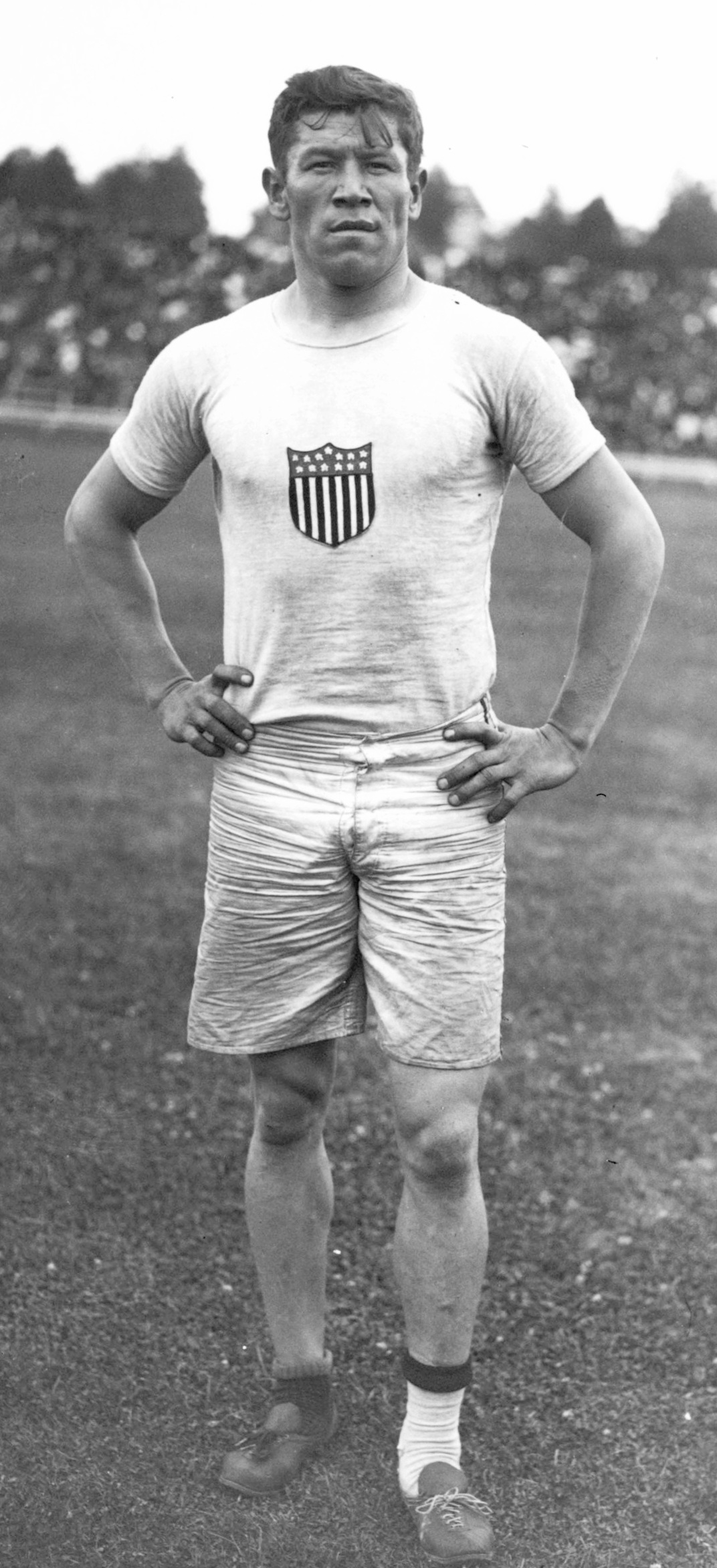
Jim Thorpe aux Jeux de 1912.

Plus tard, un journal du Connecticut révéla que Jim Thorpe reçut un salaire pour avoir joué dans un club de baseball de Caroline du Nord peu avant les Jeux olympiques de 1912. L'athlète américain avoua son « méfait » en précisant qu'il joua pour cette équipe modeste « par plaisir et non par appât du gain ». Thorpe fut contraint en 1913 de restituer ses deux médailles au Comité international olympique pour cause de professionnalisme, une première dans l’histoire des Jeux. Jim Thorpe réclama toute sa vie sa réhabilitation. Il faut attendre 1982 pour que le CIO, par l’intermédiaire de Juan Antonio Samaranch, lui accorde son pardon et lui restitue ses titres obtenus à Stockholm, 29 ans après sa mort. Son fils, Jack Torpe déclara à l’occasion : « Je suis sûr que mon père est parmi nous aujourd'hui, et que les mots lui manqueraient pour exprimer sa gratitude ».
En athlétisme, l'Américain Ralph Craig réalise le premier doublé de l'histoire en s'adjugeant le 100 m et le 200 m. Dans l'épreuve du marathon, le Portugais Francisco Lazaro s'effondre au 30e kilomètre de la course, victime d'une insolation. Il meurt le lendemain, à l'hôpital Seraphim.
Aviron

Résultats détaillés

#### Basket-ball
Résultats détaillés

#### Cyclisme
Résultats détaillés

#### Escrime
Résultats détaillés

La France boycotte les épreuves en raison d'un conflit sur les règlements en vigueur pour les épreuves de fleuret.

#### Football
Résultats détaillés

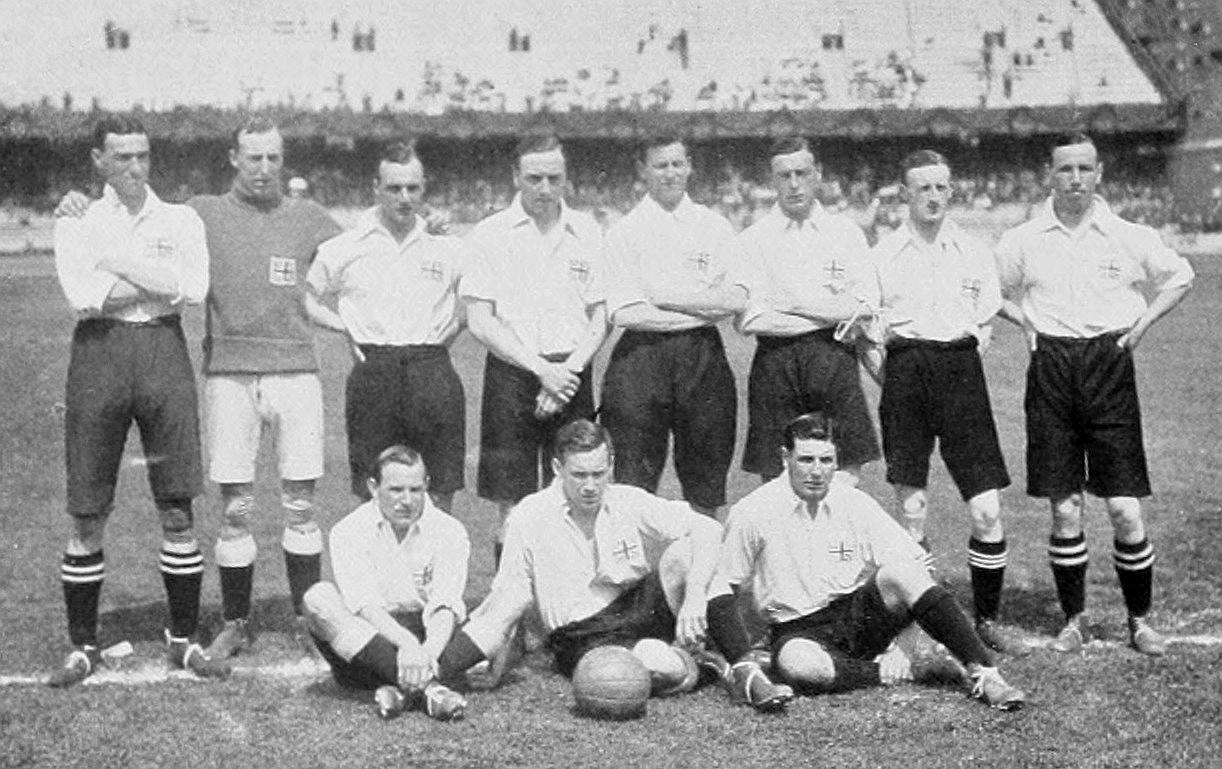
L'équipe de football de Grande-Bretagne.

L'Allemand Gottfried Fuchs marque 10 buts lors du match de football Allemagne - Russie (16-0). Le tournoi est remporté par l'équipe de Grande-Bretagne.

#### Gymnastique
Résultats détaillés

Le gymnaste italien Alberto Braglia fait l'admiration des juges.

#### Lutte
Résultats détaillés

En demi-finale de lutte greco-romaine, le Russe Martin Klein bat le Finlandais Alfred Asikainen après 11 heures de combat. Cet affrontement, le plus long de l'histoire olympique, fut entrecoupé de pauses toutes les 30 minutes afin de faire reposer les athlètes. Le Russe était si fatigué qu'il déclara forfait pour la finale. Les limites de temps furent introduites pour la première fois lors des matchs de lutte des Jeux olympiques de 1924. Dans la catégorie des lourds-légers, les deux finalistes reçurent une médaille d'argent chacun après un match nul et un combat d'une durée de 9 heures.

#### Natation
Résultats détaillés

Le hawaïen Duke Kahanamoku remporta le 100 mètres nage libre pour les États-Unis, qui ont également vu Harry Hebner remporter l'or au 100 mètres dos. L'équipe canadienne a également remporté deux médailles d'or, toutes deux remportées par George Hodgson dans les épreuves des 400 et 1 500 mètres. L'équipe de natation allemande a gagné toutes les trois médailles dans la brasse de 200 mètres, avec l'or allant à Walter Bathe, qui a gagné une autre médaille d'or dans la brasse de 400 mètres. L'équipe d'Australasie remporta le relais masculin, les États-Unis terminant en seconde position et la Grande-Bretagne à la troisième.
Les Jeux de 1912 ont vu la mise en place d'épreuves de natation pour les femmes, avec le 100 mètres nage libre et le 400 mètres relais par équipe. Fanny Durack remporta le concours individuel, battant le record du monde de la distance dans la quatrième série et devint la première championne olympique féminine de natation. Sa compatriote australienne Mina Wylie remporta la médaille d'argent et la britannique Jennie Fletcher remporta la médaille de bronze. L'équipe britannique a connu plus de succès dans le relais féminin, remportant le relais par équipe avec l'équipe allemande à la deuxième place et l'équipe autrichienne à la troisième. Seulement quatre pays sont entrés dans le relais, il n'y a pas eu de séries ; seule la finale a eu lieu. Les États-Unis n'ont pas aligné d'équipe féminine. Huit ans plus tard, à Anvers, les Américaines concourraient pour la première fois et remporteraient 7 des 7 médailles possibles. En 1924 , les États-Unis entreraient dans la plus grande équipe féminine de tous les pays. De nouveaux records olympiques ont été établis dans toutes les épreuves de natation aux Jeux de 1912.

#### Tennis
Résultats détaillés

Marguerite Broquedis, seule représentante féminine française à Stockholm, remporte le titre de tennis du simple dames et devient ainsi la première française championne olympique, toutes disciplines confondues.

#### Tir
Résultats détaillés

Il y avait dix-huit épreuves de tir dont huit étaient des épreuves par équipe. La compétition était divisée en trois sections : le tir à la carabine militaire, le tir avec des fusils miniatures, des pistolets et des revolvers, et le tir aux oiseaux d'argile et au cerf courant. Les concurrents suédois et américains ont dominé la compétition, avec sept médailles d'or chacun, bien que la Suède ait gagné un total de dix-sept médailles tandis que l'équipe des États-Unis en a gagné quatorze. Le Suédois Oscar Swahn remporte, à 64 ans, la médaille d'or par équipe du tir sur cerf courant et devient le champion olympique le plus âgé de l'histoire des Jeux.

#### Voile
Résultats détaillés

Les trois frères Thubé (France) remportent la médaille d'or nautisme, avec le 6 mètres sur le bateau Mac-Miche.

#### Water-Polo
Résultats détaillés

#### Compétitions artistiques
Résultats détaillés

### Sportifs les plus médaillés aux Jeux olympiques de 1912
| Athlète            | Pays       | Sport      | Médaille d'or, Jeux olympiques | Médaille d'argent, Jeux olympiques | Médaille de bronze, Jeux olympiques | Total |
| Hannes Kolehmainen | Finlande   | Athlétisme | 3                              | 1                                  | 0                                   | 4     |
| Alfred Lane        | États-Unis | Tir        | 3                              | 0                                  | 0                                   | 3     |
| Vilhelm Carlberg   | Suède      | Tir        | 2                              | 2                                  | 0                                   | 4     |
| Johan Hübner       | Suède      | Tir        | 2                              | 1                                  | 1                                   | 4     |
| Eric Carlberg      | Suède      | Tir        | 2                              | 1                                  | 0                                   | 3     |
| Ake Lundeberg      | Suède      | Tir        | 2                              | 1                                  | 0                                   | 3     |

## Tableau des médailles
La Suède, pays organisateur, remporte le plus grand nombre de médailles (65 dont 24 d'or) mais est devancée par la délégation des États-Unis qui s'adjuge un titre supplémentaire. 18 nations sur 28 repartent de ces Jeux de Stockholm avec au moins une médaille. Les médailles furent remises par le roi de Suède, Gustave V en personne.

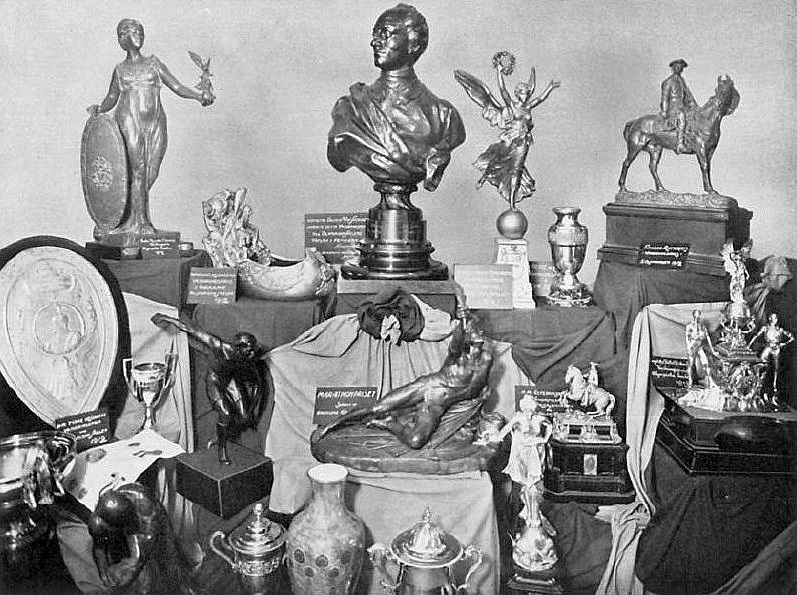
Les divers trophées décernés lors des JO de 1912.

| Rang  | Pays            | Médaille d'or, Jeux olympiques | Médaille d'argent, Jeux olympiques | Médaille de bronze, Jeux olympiques | Total |
| 1     | États-Unis      | 25                             | 19                                 | 19                                  | 63    |
| 2     | Suède           | 23                             | 25                                 | 17                                  | 65    |
| 3     | Grande-Bretagne | 10                             | 15                                 | 16                                  | 41    |
| 4     | Finlande        | 9                              | 8                                  | 9                                   | 26    |
| 5     | France          | 7                              | 4                                  | 3                                   | 14    |
| 6     | Allemagne       | 5                              | 13                                 | 7                                   | 25    |
| 7     | Afrique du sud  | 4                              | 2                                  | 0                                   | 6     |
| 8     | Norvège         | 3                              | 2                                  | 5                                   | 10    |
| 9     | Canada          | 3                              | 2                                  | 3                                   | 8     |
| 9     | Hongrie         | 3                              | 2                                  | 3                                   | 8     |
| 11    | Italie          | 3                              | 1                                  | 2                                   | 6     |
| 12    | Australasie     | 2                              | 2                                  | 3                                   | 7     |
| 13    | Belgique        | 2                              | 1                                  | 3                                   | 6     |
| 14    | Danemark        | 1                              | 6                                  | 5                                   | 12    |
| 15    | Grèce           | 1                              | 0                                  | 1                                   | 2     |
| 16    | Russie          | 0                              | 2                                  | 3                                   | 5     |
| 17    | Autriche        | 0                              | 2                                  | 2                                   | 4     |
| 18    | Pays-Bas        | 0                              | 0                                  | 3                                   | 3     |
| Total | Total           | 101                            | 106                                | 104                                 | 311   |

## Bilan

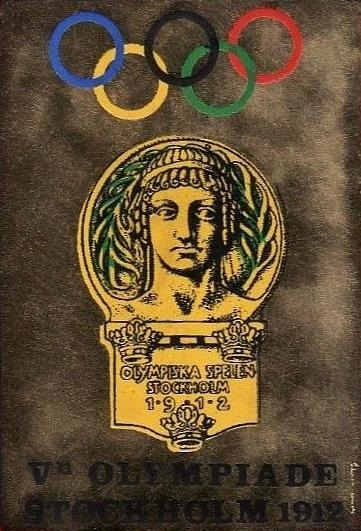
Stockholm Olympic Games 1912

Les Jeux olympiques de Stockholm furent un succès populaire. Près de 200 000 spectateurs suédois suivirent les épreuves d'athlétisme. Le baron Pierre de Coubertin tira un bilan positif de l'évènement lors de ses mémoires : « Ce furent, cinq semaines durant, la liesse continue de la nature, le soleil étincelant à travers la brise de mer, les nuits radieuses, la joie des pavoisements multicolores, des guirlandes fleuries et des illuminations nuancées par l'éclat d'une lumière qui ne mourait jamais. (...) Le stade olympique avec ses ogives et ses tours, sa perfection, le bon ordre, la méthode de ses règlements semblait un modèle du genre. ».